# Économie de la Côte d'Ivoire
Vous lisez un « article de qualité » labellisé en 2008.
L’économie de la Côte d'Ivoire, avec un PIB par habitant qui s'élève à 2 286 USD en 2019 fait partie des économies en voie de développement. L'indice de pauvreté atteint 37,2 % en 2018.
Depuis l'instauration du commerce triangulaire, lors des premiers contacts avec les explorateurs européens, l'économie est dominée par l'exportation de produits dits de rente. Il s'agit en particulier du café et du cacao, dont la culture a été introduite au début du XXe siècle. Ces cultures ont fortement contribué au boumboboum ivoirien des années 1960-1970, et la Côte d'Ivoire est toujours le premier producteur et exportateur mondial de cacao. Si l'économie ivoirienne repose à titre principal sur le secteur agricole que favorise un climat chaud et humide, l'apport de l'industrie au PIB est évalué à 20 % et celui du secteur tertiaire à 50 %. De plus, le pays possède quelques réserves de pétrole non négligeables pour son économie. Il possède aussi des ressources minières mais leur production reste très mineure. Enfin, il produit de l'électricité, dont une part est revendue aux pays voisins.
Les progrès constatés au cours des quinze premières années de l'indépendance ont fait place à une longue période de récession, favorisée par la chute des cours mondiaux des matières premières agricoles (café-cacao) et aggravée par divers facteurs dont la crise politico-militaire déclenchée en 2002. À la fin de la crise, le pays renoue avec une croissance rapide, connaissant même une des plus fortes croissances au monde entre 2012-2019, de l'ordre de 8,2 % en moyenne. Ce qui permet au pays de devenir le pays le plus riche de toute l'Afrique de l'Ouest, avec un PIB par habitant de 2 286 dollars fin 2019, devant deux pays particulièrement riches en richesses naturelles que sont le Nigeria (pétrole) et le Ghana (pétrole et or).
La Côte d'Ivoire continue à avoir un poids économique important pour la sous-région ouest-africaine : elle représente 39 % de la masse monétaire et contribue pour près de 32 % au PIB de l'Union économique et monétaire ouest-africaine (UEMOA), selon les statistiques 2013 de la Banque Centrale des États de l'Afrique de l'Ouest (BCEAO).
La monnaie du pays est le franc CFA, dont la parité avec l'euro est fixe (1 euro = 655,957 francs CFA).

## Histoire

### Économie précoloniale

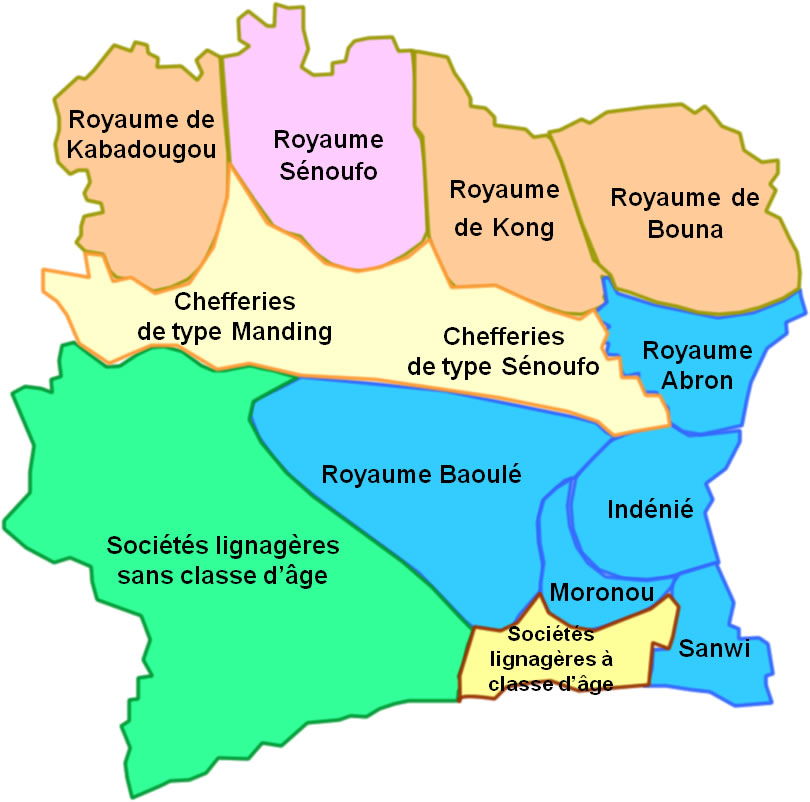
La situation politique en Côte d'Ivoire précoloniale.

L’économie de la Côte d'Ivoire est caractérisée à l’origine et durant de nombreux siècles par la recherche de l’autosubsistance. Elle est axée sur l’agriculture vivrière et utilise des techniques de cultures itinérantes sur brûlis. Toutefois, à partir du XVe siècle, elle entre dans une phase mercantiliste au contact de nombreux commerçants mandés d’origine soudanaise, attirés par la kola produite dans les régions Toura, Dan, Mahou, Bété, Gouro et Anno (zones forestières des centre-ouest et nord-ouest de l'actuelle Côte d'Ivoire). Ces marchands recherchent également de l’or, dans des régions essentiellement habitées par les peuples Sénoufos (autour de Kong notamment), Djiminis et Lobi (nord et nord-ouest). À la veille de la conquête coloniale, deux systèmes politiques cohabitent sur le territoire de l'actuelle Côte d'Ivoire et influencent fortement l'économie :
- le système étatique d'une part, présent au Nord et à l'Est du pays, notamment dans les royaumes de Bouna, du Kabadougou, de Kong et dans les royaumes Akans. Dans ces sociétés à pouvoir centralisé, le mode de production est caractérisé par l’existence d’une classe dirigeante qui exploite la paysannerie et une classe servile. Les échanges économiques échappent peu ou prou à des impératifs de parenté pour s'inscrire dans une logique de profit économique[14].
- Le système des sociétés lignagères d'autre part, pratiqué notamment par les populations lagunaires, Krous et Mandés du Sud. Ces peuples ne sont pas organisés en empires ou en royaumes, mais en lignages et classes d'âge, à l'intérieur de communautés tribales ou villageoises. Dans ces sociétés à pouvoir diffus, l'unité économique de base est le lignage, véritable centre de production et de consommation, voué pour l'essentiel à l’autosubsistance[14].

D'une manière générale, l'économie précoloniale se structure autour de divers espaces relativement homogènes. Ceux du Nord et du Centre du territoire sont reliés par un réseau de routes commerciales comportant de nombreux marchés et diverses cités commerciales, animées par des marchands dioula ou des membres des aristocraties dirigeantes locales. Le cauri et l'or y servent de monnaie de transaction. Ceux du Sud et de l'Ouest du pays comportent de multiples villages-marchés et les biens y circulent à travers des réseaux de parenté, d'alliance ou de clientèle plus éloignée. Au sein de ces entités l’on utilise le Sombé (un type de manille) comme monnaie d'échange. Ces espaces économiques connaissent de profondes mutations au cours du XIXe siècle.

### Mutations économiques duXIXesiècle
L’installation des colons sur le territoire ivoirien commence dès la fin des premières expéditions exploratoires menées par João de Santarém et Pedro Escobar au cours des années 1470-1471, les Hollandais à la fin du XVIe siècle, puis les Français et les Anglais au XVIIe siècle,. À leur contact, l’agriculture locale connaît une réorientation, elle est désormais pratiquée en vue de la commercialisation de produits tropicaux. Un type particulier d’échanges, la traite négrière, fait même son apparition dans les zones du littoral. L'esclavage est aboli en 1848 dans les colonies françaises et cette mesure formelle a un impact économique indéniable. L'arrêt de la déportation massive d'esclaves entraîne le développement d'une traite intérieure. Il favorise en outre, au sein des colonies, l'instauration et la multiplication de rapports de production de type esclavagiste. Chez les Dioula et les Malinké, les esclaves sont redirigés vers les vastes domaines agricoles tandis que chez les Akans, ils servent à l'extraction de l'or et au portage. Le commerce des produits naturels remplace alors celui des esclaves et l’agriculture est de nouveau dynamisée. Les échanges commerciaux s'accroissent sous la poussée de la demande aussi bien européenne qu'africaine, entrainant par leur ampleur l'émergence et la consolidation de la fonction de courtier africain, intermédiaire entre Européens et Africains, mais aussi entre populations côtières et celles de l'hinterland.
Pendant cette période, les échanges croissants doublés d'une concurrence de plus en plus rude entre Français et Anglais amènent les premiers à installer sur le littoral (à Assinie et Grand-Bassam en 1843) des comptoirs permanents. Les courtiers africains se retrouvent peu à peu face à l'impérialisme économique français auquel ils tentent de s'opposer, mais ils seront progressivement éliminés.
D'une manière générale, l'économie précoloniale s'ajuste aux nouvelles exigences du XIXe siècle dont celles de la colonisation du pays qui porte déjà les germes de la désorganisation de l’agriculture traditionnelle et de l’émergence de nouveaux partenaires commerciaux. Elle oriente l'économie ivoirienne vers l'exportation de produits agricoles non-transformés et l’importation de produits européens manufacturés.

## Développements récents

### «Miracle économique»

Évolution historique du produit intérieur brut par habitant de la Côte d'Ivoire

Dès le début de la colonisation jusqu’à la fin des années 1970, la situation économique de la Côte d'Ivoire est florissante,. Le taux de croissance annuel du produit intérieur brut est élevé et il dépasse 7 % durant la dernière décennie de la période coloniale (1950-1960). La Côte d'Ivoire, dès le début des années 1960, fonde sa politique de développement sur l'expansion des exportations de matières premières et la substitution aux importations reposant sur quelques industries. Les stratégies mises en œuvre sont alors particulièrement adaptées aux contraintes extérieures et à l'environnement général. Une forte croissance est enregistrée et les changements structurels s’opèrent sans véritables déséquilibres internes ou externes. Le taux de croissance moyen reste élevé (plus de 6,8 %) pendant les quinze premières années de l'indépendance du pays (1960-1975). Il atteint même 10,2 %, entre 1960 et 1965. Plus faible entre 1970 et 1975 (6,8 %), il reste néanmoins supérieur à celui des pays de l’Afrique noire et même des pays occidentaux, respectivement à 4 % et 6 % en moyenne sur la même période. L'épargne domestique, quant à elle, se stabilise à un niveau relativement élevé, alors que l'endettement extérieur et l'inflation demeurent bas. La Côte d’Ivoire est alors considérée comme la vitrine de l'Afrique occidentale et un modèle réussi de politiques libérales en matière de développement. Une telle performance particulière s’explique en partie par la stabilité politique qui distingue alors le pays de la plupart des États africains.
Pour autant, cette économie présente des faiblesses structurelles : forte dépendance extérieure et déséquilibre important entre ses différents secteurs d'activité. Le cacao, qui en est la force principale (le « miracle économique » des années 1970 a pris appui sur le binôme café-cacao), constitue également son point faible dans la mesure où aucun autre produit ni aucun autre secteur n'influence autant l'économie de la Côte d'Ivoire. Certes, la production de cacao injecte d'importants flux financiers dans le circuit économique, distribue des revenus aux paysans, permet à l'État, par le biais de l'impôt, de disposer de marges de manœuvre importantes, alimente la trésorerie des entreprises, permet aux banques d'obtenir des marges bénéficiaires, à la balance commerciale d'être excédentaire et aux avoirs extérieurs de s'accroître. Mais lorsque les termes de l'échange lui sont défavorables, l'économie ivoirienne vacille. La chute des cours des produits agricoles de base survenue à la fin des années 1970 provoque ainsi une dépression d'autant plus grave qu'à la faveur du « boum du café et du cacao », la Côte d’Ivoire s’était engagée dans une politique monétaire et fiscale expansionniste appuyée sur les revenus des exportations en forte croissance (principalement ceux gérés par la Caisse de stabilisation). L’augmentation de l'endettement extérieur est alors immédiate autant que la montée de l'inflation. Le taux de change réel du pays, reposant sur un taux d'inflation nettement supérieur à celui de ses partenaires, se trouve surévalué, ruinant la compétitivité de l’industrie nationale. Durant les années 1980, le déficit du secteur public atteint 12 % du PNB et celui du compte d'opérations courantes 17 % du PNB. Confronté à une croissance économique fortement ralentie, le pays s’engage dans un Programme d'ajustement structurel (PAS).

### Programmes d'ajustement structurel

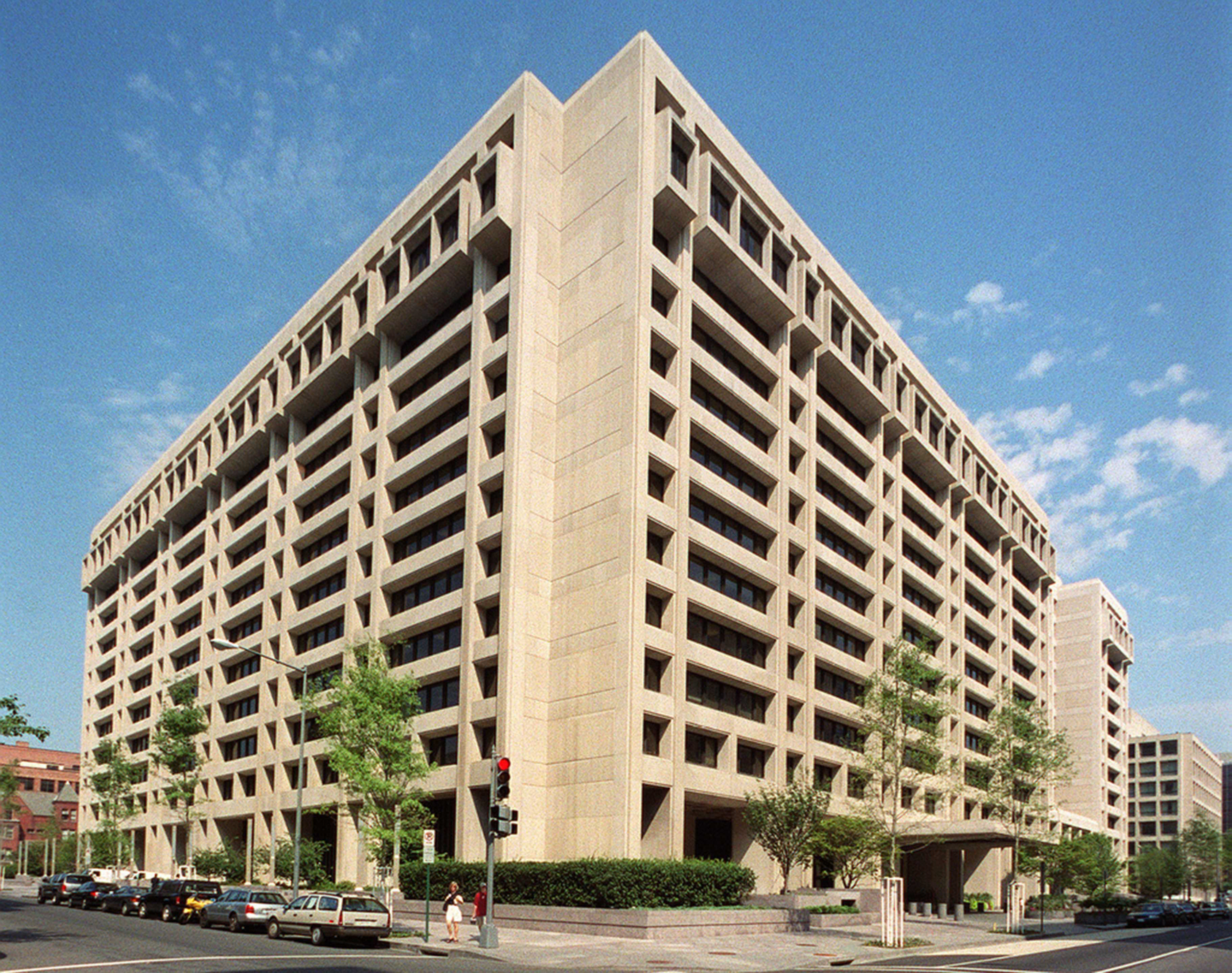
Le siège du Fonds monétaire international(FMI).
Le FMI et la Banque mondiale ont impulsé les programmes d'ajustement structurel.

Le premier programme d'ajustement structurel (PAS) (1981-1983) vise à redresser la situation financière extérieure et à créer les conditions d'une reprise de la croissance économique. Il s'agit de réduire le service de la dette extérieure et le déficit du secteur public par une diminution très importante des dépenses publiques. Le budget général de fonctionnement de l’État connait alors une réduction de près de 55 % durant les trois années du programme tandis que le budget spécial d'investissement et d'équipement (BSIE) est réduit de 12 %. L’encadrement du crédit est plus sévère et son taux d'accroissement passe de 54 % en 1982 à 7 % en 1983. Par ailleurs, les salaires des fonctionnaires font l’objet d’un blocage et ceux du secteur parapublic, d’un réalignement à la baisse. Ce train de mesures entraine une forte baisse du revenu des ménages dont l’épargne chute de 53 milliards de F.CFA en 1982 à 14,5 milliards en 1983 soit une baisse de 72 %. L'investissement baisse de 17 % sur la période et le crédit se ralentit. Ce résultat mitigé sert cependant de base au deuxième programme d’ajustement structurel (1984-1985).
Ce second programme vise la réduction du déficit budgétaire et l'augmentation des recettes publiques. Il bénéficie de la part du Fonds monétaire international (FMI), d'un accord de confirmation sur une durée d'une année et pour 82 millions de Droits de tirage spéciaux (DTS). Il est accompagné d'un rééchelonnement de la dette extérieure ivoirienne à hauteur de 275 millions de dollars sur une période de neuf ans avec quatre ans de différé. Les mesures mises en œuvre sont encore plus rigoureuses que celles du programme précédent mais permettent de connaître quelques améliorations : Le déficit budgétaire est effectivement réduit en 1984 et, en 1985, le budget peut même dégager un excédent d'environ 31 milliards de F.CFA. Le solde de la balance des paiements dégage des excédents (5,2 % du PIB en 1984 et 4,8 % du PIB en 1985). La production industrielle connaît un accroissement de 7 %. L’on assiste dans la même période à un accroissement de la masse monétaire qui n’est toutefois pas le fruit de la politique monétaire mais plutôt celui d'un solde de balance des paiements favorable, D’une manière générale, la croissance économique du pays, en termes réels, d'environ 5 % marque une légère reprise. Mais le coût social est élevé avec notamment une augmentation du chômage.
Un troisième programme d'ajustement structurel (1986-1988) est conclu mais sous l’effet conjugué de la chute de ses recettes d'exportation, d’un service de la dette devenu lourd et en dépit d’un accord pluriannuel de rééchelonnement de la dette jusqu'en 1990, la Côte d'Ivoire se résout à déclarer, en mai 1987, son impossibilité de payer les intérêts des emprunts étrangers. Sur le plan strictement interne, une augmentation de la fiscalité en général et plus particulièrement de la TVA en 1987, pousse de très nombreuses activités commerciales vers le secteur informel. Globalement, les résultats de ce troisième programme d’ajustement structurel sont jugés mitigés. Ses mesures pèsent très lourdement sur la vie économique, et sociopolitique du pays créant un contexte assez tendu.
Le quatrième programme dit « de stabilisation financière » (1990-1992) voit le jour en 1990 et dirigé par Alassane Ouattara en tant que premier ministre, économiste, ancien directeur général adjoint pour l'Afrique du Fonds monétaire international et vice-gouverneur de la BCEAO. Cet accord prévu pour une durée de 18 mois vise « le rétablissement des grands équilibres » notamment par des mesures fiscales et budgétaires à même de réduire de manière sensible les besoins de financement de l'État. Sa mise en œuvre est cependant minée par la détérioration des termes de l'échange concernant le café et le cacao ainsi que le développement de la corruption. Il s’achève en septembre 1992 sur un échec global. Le pays ne dispose plus du PAS avec le FMI, a quelque peu amélioré la situation de ses finances publiques et du secteur bancaire, mais n’est plus en mesure de rembourser sa dette et d'assurer ses dépenses de fonctionnement. La solution de la dévaluation du franc CFA est alors inéluctable.
En 1998, sur recommandation de la Banque mondiale, le gouvernement liquide l'entreprise nationale Énergie électrique de Côte d'Ivoire et transfert ses actifs à la Compagnie ivoirienne d'électricité, une entreprise privée.

### Dévaluation du franc CFA

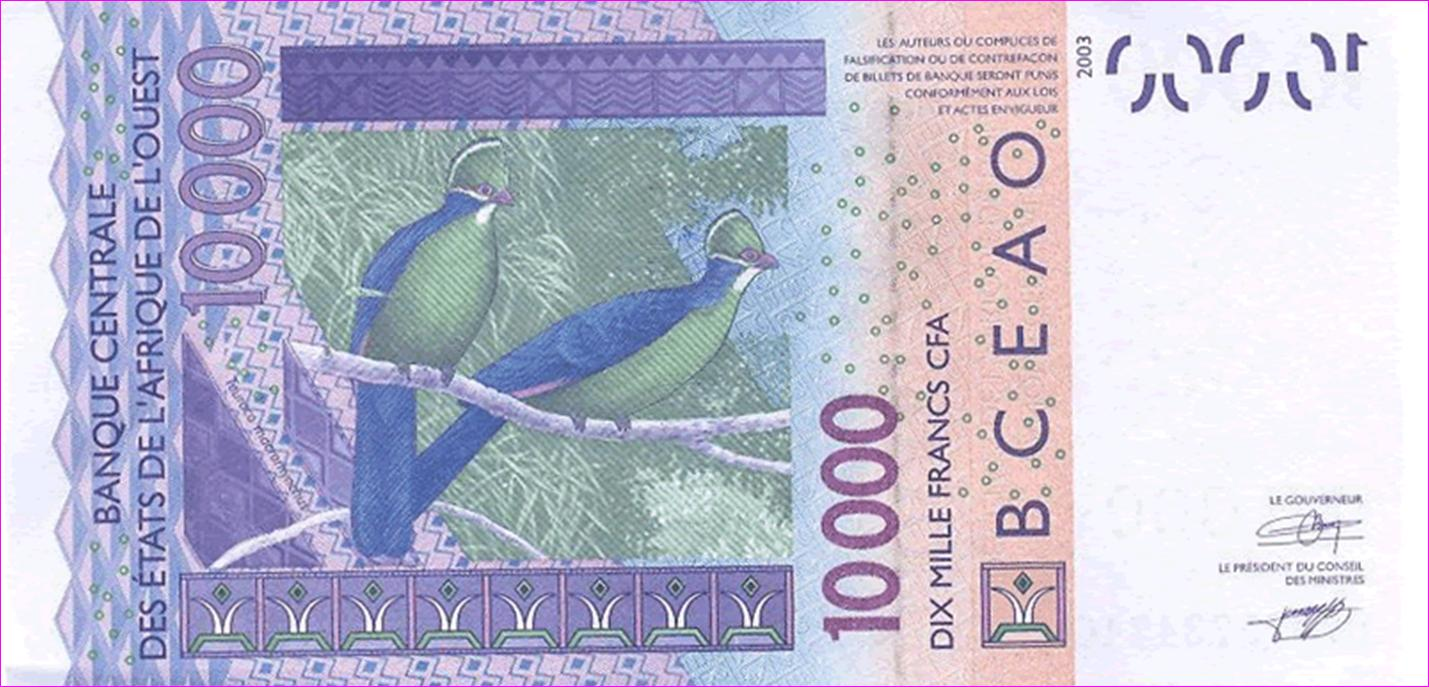
Billet de banque de la BCEAO.
Monnaie en cours en Côte d'Ivoire.

Après plus de dix ans d’ajustement interne et budgétaire sans succès, la Côte d’Ivoire fait toujours face à un endettement intérieur et extérieur excessifs. Le déséquilibre des dépenses publiques demeure. Les institutions de Bretton Woods s’engagent avec l’appui de la France qui soutient la convertibilité du FCFA par rapport au franc français, à procéder à une dévaluation du franc CFA presque taillée sur mesure pour l'économie ivoirienne qui représente alors 60 % de la masse monétaire des pays de l'UMOA.
Le 12 janvier 1994, la dévaluation à hauteur de 50 % du franc CFA intervient et entraine dans son sillage la signature d’un nouveau programme économique et financier dénommé Facilité d’ajustement structurel renforcé (Fasr). La dévaluation de la monnaie est destinée à atténuer une surévaluation du taux de change effectif réel depuis 1981. Elle permet, grâce notamment aux mesures d’accompagnement adoptées par la communauté financière internationale, un taux de croissance positif de 6 % mais seulement pendant deux années consécutives. Ce changement de parité du franc CFA par rapport au franc français s'inscrit dans une stratégie plus globale visant, par une série de réformes structurelles, à recentrer l'action de l'État ivoirien sur des missions de régulation, de contrôle et de sécurisation pour améliorer les performances du secteur public et favoriser les activités du secteur privé.Les programmes d’ajustement structurel (facilité d'ajustement structurel renforcé 1994-1996), mis en place dans cette perspective, par des partenaires extérieurs comme le Fonds monétaire international et la Banque mondiale, conduisent à l'adoption par le gouvernement de mesures drastiques de restriction budgétaire en vue du redressement économique, sans grand succès. La dévaluation a permis notamment de favoriser les cultures locales au détriment des importations. Les produits d’exportation se sont en revanche, trouvés durement confrontés à la concurrence et à la surproduction mondiales. La « pluie de milliards » (le volume exceptionnel des crédits d’accompagnement) a plutôt favorisé la mauvaise gouvernance.

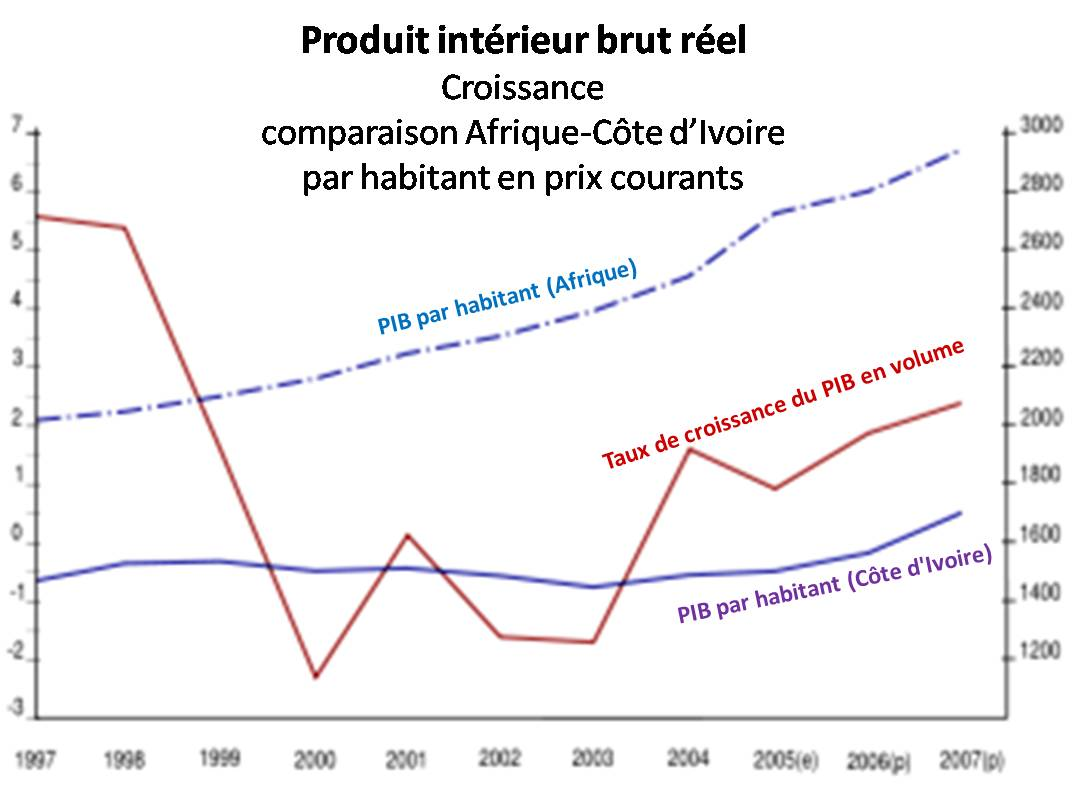
Évolution du PIB. Source : OCDE

Des problèmes de corruption liés à l’exécution de projets financés par l’Union européenne ainsi que les arriérés de paiement des dettes contractées auprès des institutions internationales, conduisent, en 1998, celles-ci à rompre leur partenariat avec la Côte d'Ivoire. L’impact négatif de cette situation sur l’économie est aggravé par le coup de force militaire de décembre 1999 et l’instabilité politique qui en résulte. Le pays sombre dans une nouvelle dépression et le taux de croissance en 2000 est négatif : -2,3 %. La crise politico-militaire qui éclate en 2002 aggrave encore la situation.

### Impact de la crise politico-militaire
La crise politico-militaire déclenchée le 19 septembre 2002 a entraîné l'exode massif de près de 1,7 million de personnes, l'abandon des zones de conflit par l'administration publique et de nombreuses entreprises privées ainsi que la destruction de nombreuses infrastructures économiques. Le conflit consacre une division du pays entre un sud contrôlé par l'État et un nord contrôlé par la rébellion ; l'essentiel des ressources étant contrôlé par l'État (café, cacao, pétrole, gaz, bois…), la rébellion disposant pour sa part du contrôle sur le coton et le diamant.
Pendant les six premières années du conflit, la croissance économique devient négative (-0,4 %) largement inférieure à celle des autres pays de l'UEMOA (4,1 %) et de l'Afrique subsaharienne (4,9 %). De nombreuses entreprises tenues par des non nationaux quittent le pays ou réduisent très fortement leurs activités en attendant la fin de la crise. De même, les investissements étrangers directs baissent. Ce repli de l'activité économique aggrave le chômage dont le niveau était déjà très élevé avant cette crise, notamment parmi les jeunes. Le secteur financier est durement touché avec la fermeture de toutes les agences des banques, au nombre de 19, installées dans la zone contrôlée par la rébellion. Des contre-performances sont notées particulièrement sur le plan fiscal et de la transparence en raison, explique la Banque mondiale, « de la chute des revenus, de l’augmentation des dépenses liées à la crise et des difficultés comptables »
Eu égard à la place prépondérante qu'occupe ce pays dans l'économie régionale (32 % du PIB de l'UEMOA), ces développements économiques affectent négativement la production et le commerce régional, en particulier dans les pays voisins que sont le Burkina Faso, le Mali, le Niger et la Guinée. Ceux-ci continuent de dépendre de son infrastructure de transport pour l'import-export et des fonds transférés par leurs diaspora respectives installées en Côte d'Ivoire.

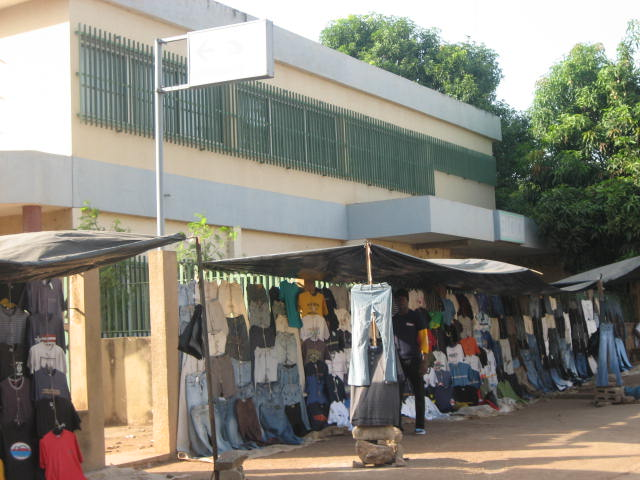
Korhogo 2 mai 2006.
L'agence de banque commerciale est fermée par la crise politico-militaire. La façade extérieure sert de lieu de vente de friperie.

Avec un certain gel de la crise intérieure, la Côte d'Ivoire entreprend son redressement en obtenant en 2004 un taux d’inflation sous contrôle (entre 1,4 % et 4,4 %) et des taux de croissance positifs (+1,6 %) en 2004, +1,8 % en 2005 et +1,2 % en 2006) qui demeurent toutefois en dessous du niveau d'accroissement naturel de la population, estimé à 3,3 %. L’État, pour sa part, ne parvient toujours pas à tenir ses engagements extérieurs bien que le service de la dette représente une proportion de plus en plus faible des exportations (10,7 % en 2000, 5 % en 2003, 3,3 % en 2004 et 1,45 % en 2005) qui connaissent un accroissement significatif (de 37,9 % en 2000 à 47,8 % du PIB en 2005). L'Accord politique du 4 mars 2007 conclut entre l'État ivoirien et la rébellion, a amorcé une normalisation de la situation politique en créant un climat politique relativement apaisé, permettant une certaine avancée dans le rétablissement des institutions de la république et la réunification du pays. Confortée par cette réunification du pays d'une part, la réhabilitation des infrastructures publiques en cours ainsi que le retour progressif de la confiance du secteur privé d'autre part, l'économie ivoirienne enregistre depuis 2007, une légère reprise ; mais la situation reste encore globalement fragile.
D'une manière générale, avec un taux de croissance annuel moyen du PIB de 6,7 % durant les quinze premières années de son indépendance, la Côte d'Ivoire qui était classée comme un pays à croissance rapide (un futur « pays émergent ») est, depuis mars 1998, à la recherche du bénéfice de l'initiative pays pauvres très endettés (PPTE).
En 2012, le taux de croissance est de 9,8 %. Par la suite, et sur la période de huit années allant de 2012 à 2019, période suffisamment longue pour pouvoir établir des comparaisons internationales (et hors micro-États, et plus précisément Nauru, pays insulaire du Pacifique sud ne comptant que 11 mille habitants), la Côte d’Ivoire réalise la plus forte croissance au monde dans la catégorie des pays ayant un PIB par habitant supérieur ou égal à 1 000 dollars, avec une croissance annuelle de 8,2 % en moyenne. Par ailleurs, elle se classe deuxième toutes catégories confondues, pays à très bas revenu inclus, faisant ainsi mieux que 30 des 31 pays au monde qui avaient un PIB par habitant inférieur à 1 000 dollars début 2012. La Côte d’Ivoire n’est alors dépassée que par l’Éthiopie, qui a connu une croissance annuelle de 9,2 % en moyenne. Une performance qui résulte essentiellement du très faible niveau de développement de ce pays d’Afrique de l’Est, qui était le deuxième pays le plus pauvre au monde début 2012 et qui en demeure un des plus pauvres avec un PIB par habitant de seulement 857 dollars, fin 2019.[réf. souhaitée]
Cette progression a ainsi permis à la Côte d'Ivoire de devenir le pays le plus riche de toute l'Afrique de l'Ouest, avec un PIB par habitant de 2 286 dollars fin 2019, devant deux pays particulièrement riches en richesses naturelles que sont le Nigeria (pétrole) et le Ghana (pétrole et or). Parallèlement, la Côte d’Ivoire est devenue le premier pays africain au sous-sol pauvre à devancer en richesse un pays d’Amérique hispanique (hors très petits pays de moins de 1,5 million d’habitants, majoritairement insulaires).

## Ressources naturelles

### Diamant et or

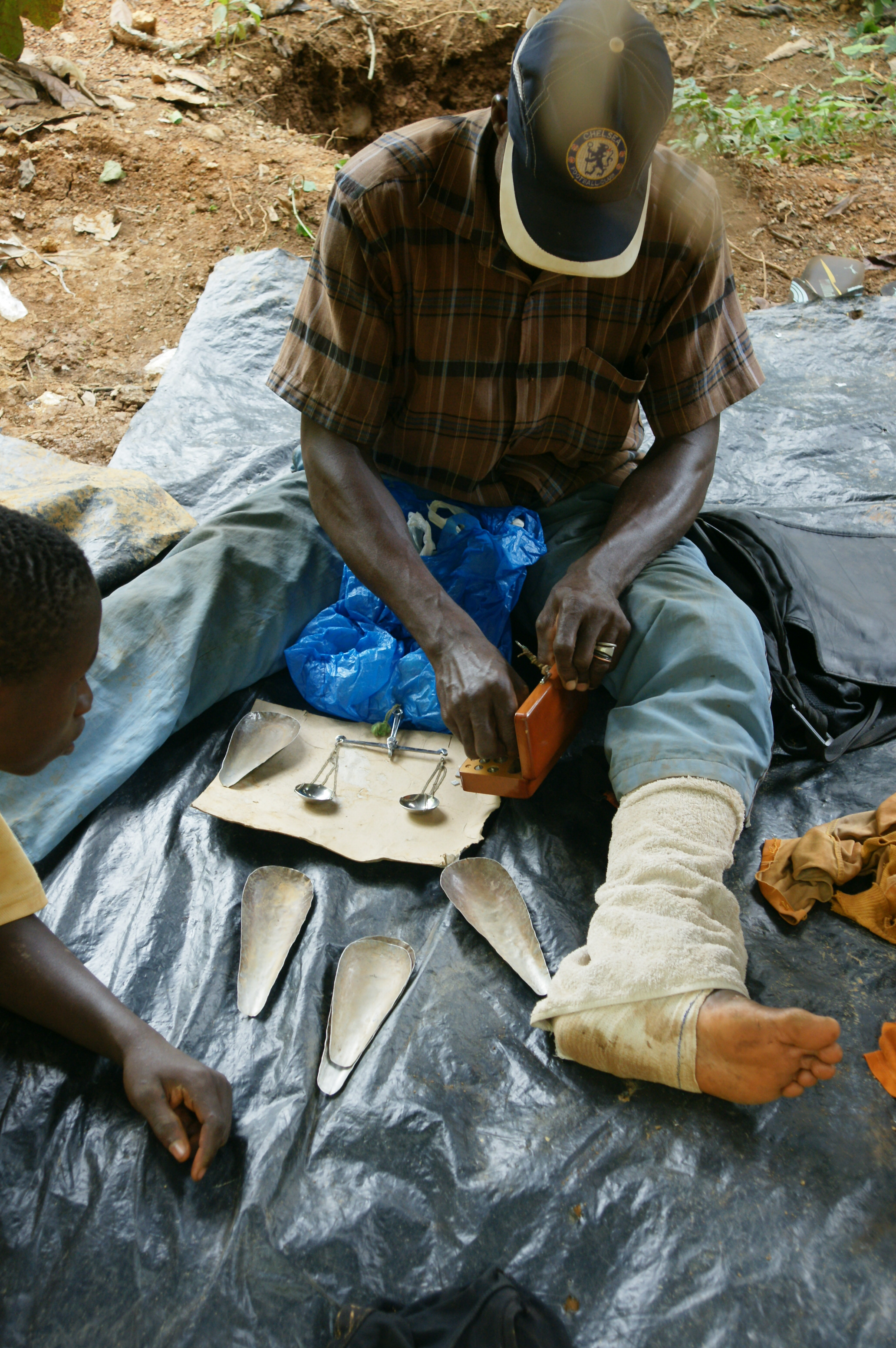
L'exploitation artisanale des gisements, comme ici à Kossou, est courante en Côte d'Ivoire.

L'extraction de diamant en Côte d’Ivoire débute en 1948 par le gisement de Tortiya étendu sur 188 ha avec une réserve estimée à 830 000 carats. L’exploitation de ce gisement est confiée à la Société anonyme de recherches minières en Côte d’Ivoire (Saremci) qui, dès la première année obtient une production de 36 000 carats et voit sa production augmenter régulièrement pour atteindre son point culminant en 1972 avec 260 000 carats. Le déclin consécutif conduit à la fermeture de la mine en 1975 et à celle de l’entreprise en 1976, malgré une ultime tentative de reprise d’activités par la société Watson qui se solde par un échec et conduit à la fermeture en 1977. Malgré tout, le gisement de Tortiya a constitué à son époque la principale ressource minière du pays.À côté de cette expérience qui constitue initialement la plus importante opération de production de diamant en Côte d’Ivoire, et parallèlement à elle, se développent d'autres travaux d’exploitation de gisement dans la région de Séguéla. Ceux-ci sont entrepris d’abord par la Compagnie minière du Haut-Sassandra (Sandramine) en 1952 puis repris par la Société diamantifère de la Côte d’Ivoire (Sodiamci) en 1955. Après l'indépendance,la SOREMI exploite seule certains champs, d'autres en collaboration avec Watson, qui lui-même opère par ailleurs sur une veine entre 1971 et 1977, jusqu'à son épuisement. La production annuelle n'était pour cette zone que de 25 000 carats en 1965. Elle a fortement augmenté par la suite avec la découverte de nouveaux filons au détriment de la zone de Tortiya, principalement exploitée artisanalement sur des minerais déjà traités.
Une exploitation artisanale se poursuit en 2008 à Séguéla et Tortiya, situés dans la zone contrôlée par la rébellion ivoirienne. Ainsi l'ensemble de la production nationale de diamant s'effectue sous le contrôle de la rébellion ivoirienne avec des résultats assez controversés. Jugés maigres, voire dérisoires par certains observateurs, ces résultats sont évalués par l'organisation Global witness au chiffre record de 300 000 carats avec un revenu annuel du trafic lié à cette activité, estimé par le ministre ivoirien des Mines et de l'Énergie à plus de 25 millions de dollars (40 milliards de FCFA),. En 2008, la Côte d’Ivoire reste cependant le seul pays sous embargo de l'ONU pour l'exportation du diamant en raison de la crise que connaît ce pays,.
En 2023, Fortuna Mining, qui reprend l'exploitation de Séguéla, revendique un potentiel de 330 000 onces d'or par an (soitenviron 46 millions de carats) sur 6 ans en exploitation à ciel ouvert
L’or, extrait au moyen de techniques traditionnelles par les peuples de Côte d’Ivoire bien avant l’accession du pays à l’indépendance, constitue la deuxième ressource minière exploitée d'un sous-sol qui recèle beaucoup d’autres minerais comme le fer, le nickel, le manganèse, la tantalite, la bauxite, le cuivre, le gaz, l’uranium, le cobalt, le tungstène, l'étain, l’iléite et les pierres ornementales. Toutefois, un seul gisement, la mine d'or d'Ity, gérée par la Société des mines d’Ity (SMI), fait l'objet d'une exploitation industrielle. Quatre autres gisements sont en exploitation artisanale par des organisations Coopératives à Issia, Angovia, Angbaoua, et Kokumbo. Plusieurs sociétés non nationales détiennent des permis d’exploitation de mines d'or. Malgré la crise que traverse le pays, la production globale d’or connaît une hausse entre 2004 et 2005. Le pays reste cependant un producteur assez marginal d'or, sa production annuelle moyenne étant estimée à 1,5 t très loin derrière les 26 t du Ghana ou les 38 t de l'Afrique du Sud.

### Pétrole et gaz naturel
Avant la découverte, dans les années 1970, de gisements de pétrole et gaz exploitables, le pays assurait par des importations la couverture de ses besoins nationaux en produits pétroliers finis. Aussi, pour mieux bénéficier des gains de valeur ajoutée liés à la transformation du pétrole brut, l'État ivoirien importe, à partir de 1965, des quantités de plus en plus grandes d’hydrocarbures, traités intégralement par la Société ivoirienne de raffinage (SIR) créée en octobre 1962, celle-ci ayant une capacité de raffinage de 3 500 000 tonnes par an, soit 70 000 barils par jour. Cette nouvelle situation fait baisser, de façon considérable, le taux d’importation de produits finis du pays. Celui-ci s'identifie, de ce fait, à un pays tourné vers la raffinerie plutôt que la production du pétrole.
Le pays dispose pourtant de réserves de pétrole brut estimées à 100 millions de barils. Le groupe Esso-Shell est à l'origine de la découverte de ce pétrole et de ce gaz exploitables. Dans son sillage, des concessions d’exploitation sont accordées à plusieurs autres grandes compagnies pétrolières par le gouvernement ivoirien. Cependant, à travers la société d’État Petroci (Société nationale d’opérations pétrolières de la Côte d’Ivoire), l’État ivoirien demeure propriétaire des gisements découverts et prend des participations au sein de divers groupes.
En 2005, avec 3,9 millions de tonnes, le sous-secteur de l’hydrocarbure traduit son dynamisme par une hausse générale, la plus importante du secteur industriel. La production de pétrole, grâce au champ « Baobab » du bloc CI40, atteint le niveau de 80 000 barils par jour à fin mars 2006 permettant ainsi de couvrir largement la consommation journalière estimée à 25 000 barils. La production de gaz quant à elle s’établit à 1 742,3 millions de m³. La même année, les exportations de produits pétroliers augmentent de 22,6 % pour se chiffrer à 3 242,1 millions de tonnes.
Cependant, avec 50 000 barils par jour en moyenne en 2008, la Côte d’Ivoire ne peut être considérée comme un producteur stratégique de pétrole en Afrique si on la compare à la Guinée Équatoriale (300 000 barils par jour), à l'Angola (1,5 million par jour) ou encore au Nigéria (2,3 millions de barils par jour).

### Production électrique

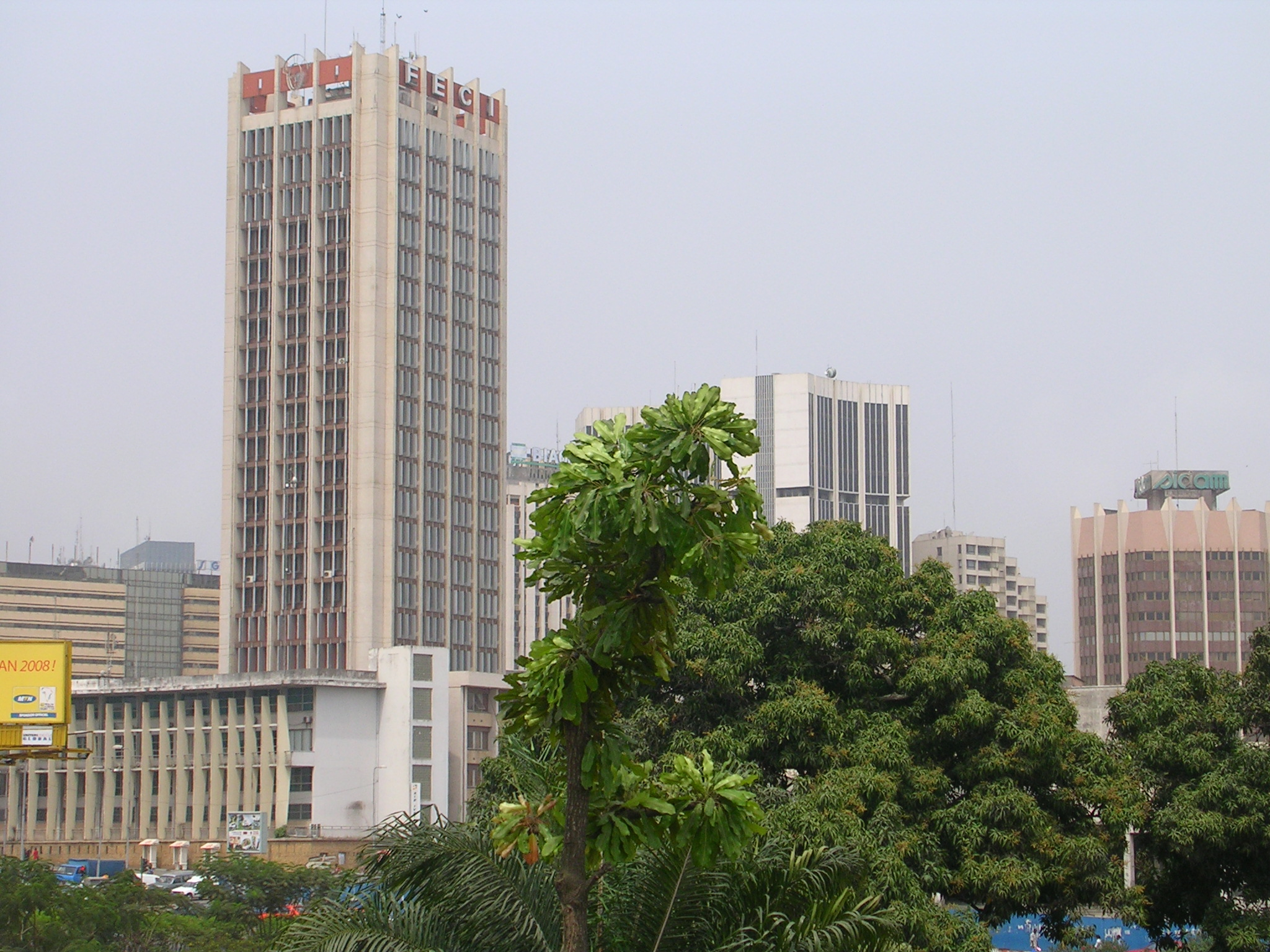
Immeuble de l'EECI (Énergie électrique de Côte d'Ivoire) à Abidjan (Plateau).

#### Historique
Essentiellement hydraulique à l’origine, l’électricité produite par la Côte d’Ivoire est aujourd'hui surtout thermique. Elle est en majeure partie assurée par les barrages hydroélectriques d’Ayamé 1, Ayamé 2, Kossou, Taabo, Buyo et Fayé. Concourent également à la production nationale d’énergie thermique, les centrales de Vridi gaz, la Compagnie ivoirienne de production d’électricité (Ciprel), Azito et d’autres centrales isolées ou autonomes.
La gestion de la production et de la distribution de l’électricité relève au départ de la structure d'État Énergie électrique de Côte d’Ivoire (EECI). Depuis la privatisation de cette gestion au profit de la Compagnie ivoirienne d'électricité (CIE), l’État n’intervient dans le secteur énergie électrique qu’à travers deux structures : la Société de gestion du patrimoine électrique de l’État (SOGEPE), qui gère le patrimoine du secteur, et la Société d’opération ivoirienne d’énergie électrique (SOPIE), maître d’œuvre exclusif du secteur énergie électrique.
La Côte d'Ivoire connaît deux périodes de crise énergétique : en 1984 et en 2010, à la suite d'une mauvaise appréciation des ressources énergétiques par la CIE. De 2011 à 2017, le pays investit 7 000 milliards de F CFA (plus de 10 milliards d’euros) dans le secteur.

#### Situation actuelle
La capacité de production électrique en Côte d’Ivoire est de 2 300 MW en 2023. Elle est aujourd’hui assurée à 75 % par le gaz, un combustible fossile que le pays exploite au large de ses côtes. Construite en 1998, la centrale thermique d'Azito est à l'origine à elle seule des deux tiers de la production énergétique de la Côte d'Ivoire.
La Côte d'Ivoire couvre entièrement sa demande intérieure et dégage un excédent d’environ 10 % qu’elle exporte dans la sous-région.
En Côte d’Ivoire, l’énergie est produite à 70 % et distribuée à 100 % par des opérateurs privés.
Malgré les efforts entrepris par l’Institut de recherche des énergies nouvelles (IREN), l’énergie solaire, pour lequel des potentialités importantes ont été relevées, reste encore très peu développée en Côte d’Ivoire.

## Infrastructures
Les infrastructures du pays sont relativement plus développées que celles des autres pays de l’Afrique de l'Ouest, malgré une crise qui en a empêché l'entretien régulier ou l'extension.
Dès son accession à l’indépendance, la Côte d’Ivoire met l'accent sur le développement et la modernisation des transports, tant en ce qui concerne le déplacement des personnes qu'en ce qui se rapporte au transit des marchandises. D’importantes infrastructures sont donc construites, dans les secteurs du transport routier, du transport ferroviaire, du transport maritime et du transport aérien.
En dépit de la crise ivoirienne, les pays voisins de la Côte d'Ivoire (Burkina Faso, Mali, Niger, et Guinée) n'ont pas cessé de dépendre fortement de ses installations de transport pour leurs importations et exportations ainsi que pour le transfert de leurs nationaux émigrés en Côte d’Ivoire.

### Transport terrestre
Le réseau routier

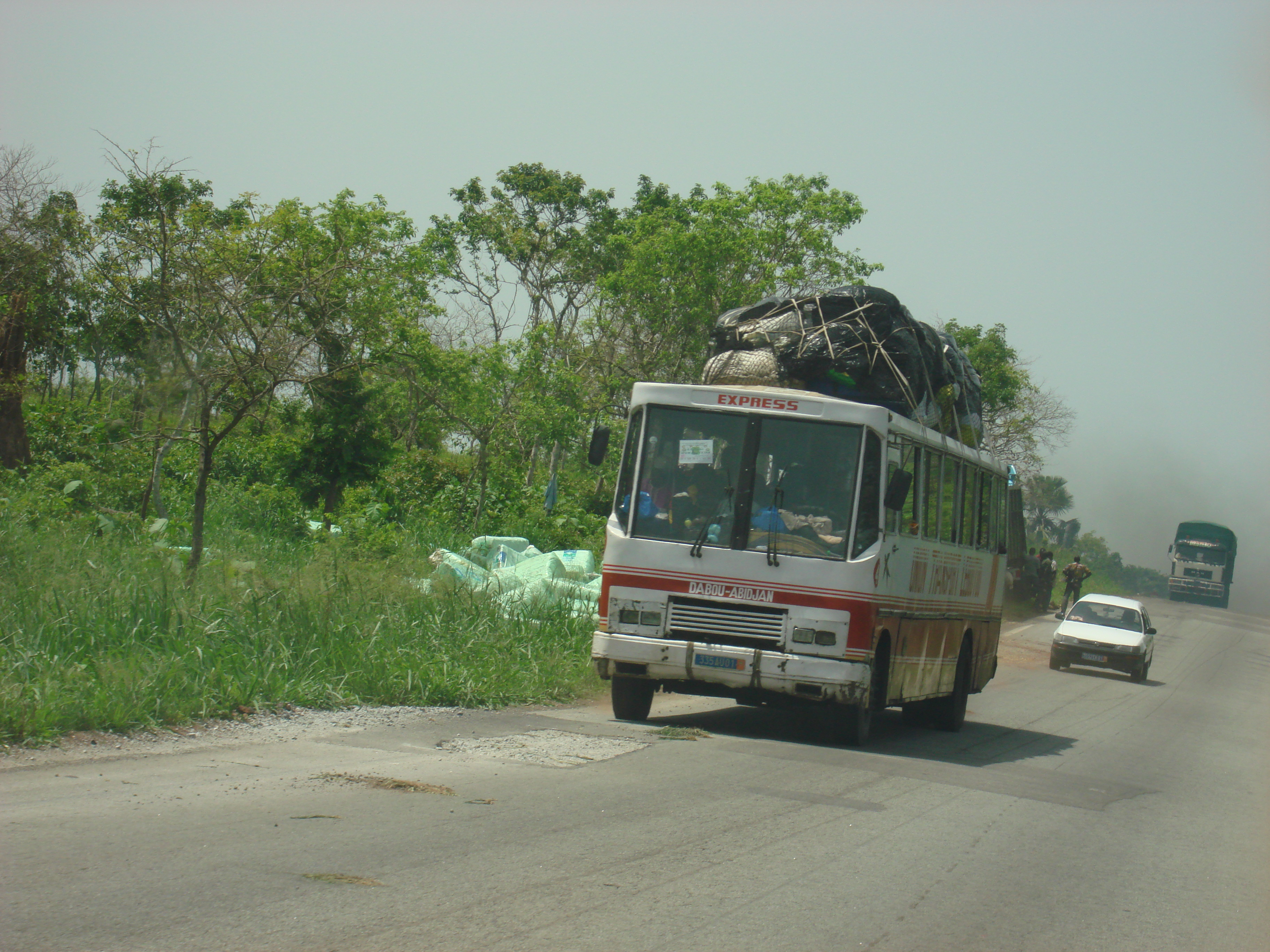
Transport de voyageurs par voie routière.

En 2000, le réseau routier total de la Côte d’Ivoire s’étend sur 85 000 km, dont 75 500 km de routes en terre, 6 500 km de routes bitumées, et 150 km d’autoroutes. Il sert au trafic international avec les pays voisins (Ghana, Liberia, Mali, Burkina Faso…) mais également à la circulation nationale. 
Le Groupe Bolloré a annoncé la mise en œuvre à Abidjan des premiers bus électriques d'Afrique.
Le réseau ferroviaire
Le réseau ferroviaire est long de 1 260 km et relie le pays au Burkina Faso et au Niger. Une voie ferrée, longue de 1 156 km, relie Abidjan à Ouagadougou, capitale du Burkina Faso. Construite pendant la période coloniale par la régie Abidjan-Niger (RAN), elle a permis le désenclavement de l'ex-Haute-Volta (Burkina Faso), du Niger et du Mali. Cette ligne de chemin de fer, exploitée par Sitarail, joue un rôle important dans le transport des marchandises (bétail notamment) et des personnes entre la Côte d’Ivoire et les pays limitrophes : 1 million de tonnes de marchandises ont ainsi été convoyées en 2006. En 2005, malgré l'impact négatif de la crise ivoirienne sur ce secteur, les recettes rapportées par le transport des marchandises et par celui des personnes, par la RAN, sont évaluées respectivement à 16 309 et 3 837 milliards de francs CFA.
Port d'Abidjan
Inaugurée en 1951, la zone portuaire d'Abidjan s’étend sur 770 hectares. Elle est dotée d'équipements modernes servant à l'approvisionnement de l'ensemble des pays enclavés de la région. C’est le premier port thonier d’Afrique. Il dispose de trente-trois postes à quai sur environ six kilomètres de quai et peut accueillir soixante navires en opérations commerciales avec ces nombreux postes spécialisés, son terminal à conteneurs, et ses cinq portiques lourds à conteneurs. Un projet d’extension du port a été élaboré mais n’a pu démarrer du fait de la crise ivoirienne. Mais, déjà, avec les installations existantes, le port autonome d'Abidjan contribue à 90 % des recettes douanières du pays et à 60 % du revenu de l'État. 65 % des unités industrielles du pays exercent sur le port, représentant un effectif de 50 000 personnes sur le site. 70 % du PIB ivoirien passe également par le port.
Le Plan national de développement 2012-2015 prévoit des investissements importants. En 2012, la société « Bolloré Africa Logistics », premier opérateur logistique en Afrique, a mis en service de nouveaux quais entièrement réhabilités et modernisés et a mis en œuvre une troisième grue mobile. D'ici 2015, la société « Abidjan Terminal » mettra en œuvre six nouveaux portiques de parc et 4 nouveaux portiques de quai. Ces investissements devraient permettre de doubler la capacité du port à 1,5 million de mouvements de conteneurs équivalents vingt pieds par an.
Port de San-Pédro
Le port autonome de San-Pédro, lui, dispose de cinq quais de 1 202 m de long, dont 155 m de quai sud et 581 m de quai ouest avec, à l’arrière, trois magasins-cales de 13 800 m2 qui lui permettent d’affirmer sa vocation industrielle.

### Transport aérien

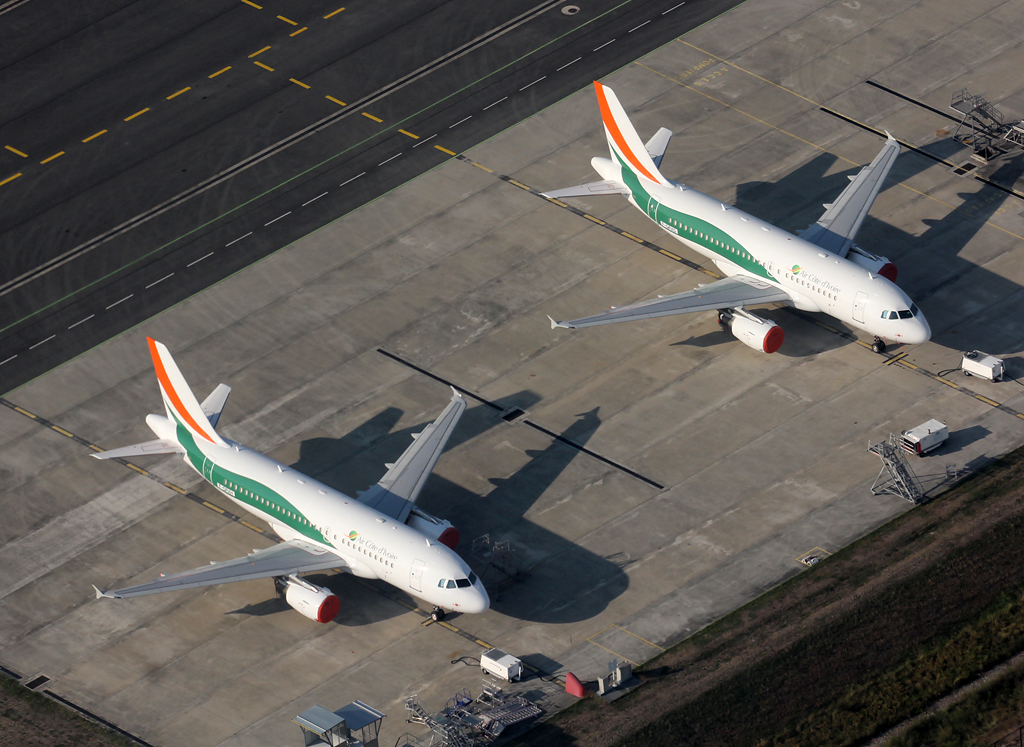
Les deux Airbus A319-100 d'Air Côte d'Ivoire en août 2012.

La Côte d’Ivoire dispose de trois aéroports internationaux, situés à Abidjan, Yamoussoukro et Bouaké, dix-neuf aéroports régionaux dont les principaux sont ceux de Daloa, Korhogo, Man, Odienné et San-Pédro ainsi que de vingt-sept aérodromes. Tous les aéroports sont sous l'autorité générale de l'établissement public, l’Autorité Nationale de l’Aviation Civile (ANAC), à l’exclusion des activités relevant de la compétence de l’Agence pour la sécurité de la navigation aérienne en Afrique et à Madagascar (Asecna).
Depuis le déclenchement de la crise, seules cinq plateformes sont accessibles. Il s’agit d’Abidjan, de San-Pédro, de Yamoussoukro, de Daloa et de Tabou. L'essentiel de ce trafic est assuré par des entreprises aéronautiques européennes (Air France, Brussels Airlines) et quelques entreprises africaines (South African Airways, Kenya Airways, Air Sénégal International). Les mouvements enregistrés en 2005 par les aéroports de Yamoussoukro, San-Pédro et Tabou se chiffrent respectivement à 46 946, 4 665 et 183. La compagnie nationale Air Ivoire développe pour sa part, une politique commerciale axée sur le développement de ses lignes vers les pays de l’Afrique de l'Ouest et vers la France.
Aéroport d'Abidjan
Pour l'aéroport d'Abidjan, dénommé aéroport international Félix-Houphouët-Boigny, les statistiques établies en 2005 indiquent 14 257 mouvements commerciaux (arrivées et départs), 745 180 passagers commerciaux (arrivées, départs et transit) et 12 552 tonnes de fret commercial. L’aéroport d’Abidjan assure 90 pour cent du trafic et réalise plus de 95 pour cent des recettes du secteur. Sa gestion est devenue privée, après la signature d’un contrat avec Aeria, société créée en association avec la Chambre de commerce de Marseille.
Compagnies aériennes
- Air France dessert Abidjan depuis 65 ans. En 2012, la compagnie a assuré un vol direct quotidien aller-retour Abidjan-Paris Charles-de-Gaulle avec un Boeing 777.
- Air Côte d'Ivoire, crée en 2012, est appelée à succéder à l'ancienne compagnie aérienne nationale Air Ivoire. Dès le printemps 2013, elle doit desservir huit aéroports intérieurs de Côte d'Ivoire et 7 ou 9 aéroports de pays africains[69].

### Télécommunications

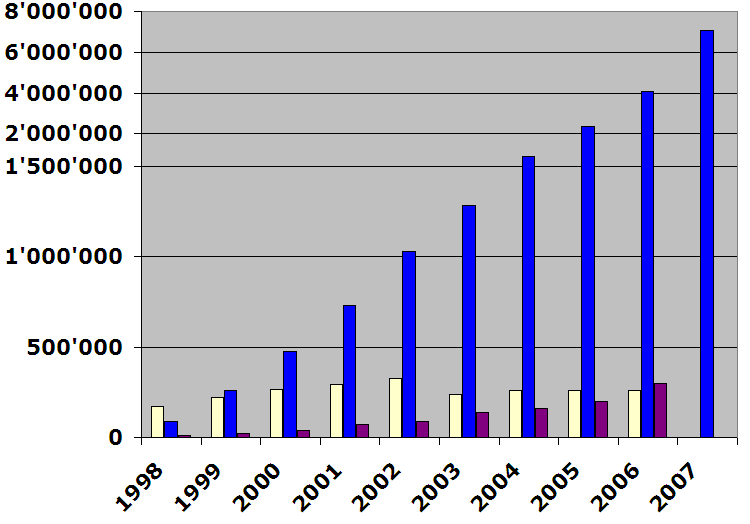
Évolution du nombre de lignes de téléphone fixe (beige), mobile (bleu) et d’utilisateurs d’internet (rouge) : 1998-2007*
Source : UIT - (*) : estimation

Les télécommunications couvrent en Côte d'Ivoire les domaines de la téléphonie fixe, la téléphonie mobile et l'Internet. Prolongement à l'échelon national de l'industrie mondiale des télécommunications, elles sont caractérisées par d'importantes innovations technologiques et, nonobstant la crise, un marché local en pleine expansion. Le réseau du téléphone fixe qui compte en 1997, 115 214 lignes passe dès 2003, à 330 000 lignes, soit à peu près trois fois sa taille et, sur la même période le nombre total des abonnés de tous les réseaux, lui, est multiplié par douze. L'Internet notamment grâce à la fibre optique, se répand de plus en plus dans tout le pays.
La téléphonie fixe est dominée par Côte d’Ivoire Télécom, société à participation financière de l'État ivoirien dont la gestion est assurée par France Câbles et Radio, filiale de France Télécom. Cette entreprise réalise en fin d’exercice 2004, un chiffre d’affaires de 121,4 milliards de francs CFA.
Pourtant, c'est la téléphonie mobile qui se révèle la locomotive du secteur dont le marché est réparti entre quatre opérateurs privés : Orange (groupe France Télécom), MTN (compagnie sud-africaine), Moov et depuis juillet 2006, Koz. À eux seuls, les trois premiers cumulent en 2005, un chiffre d'affaires de 198,9 milliards de francs CFA.

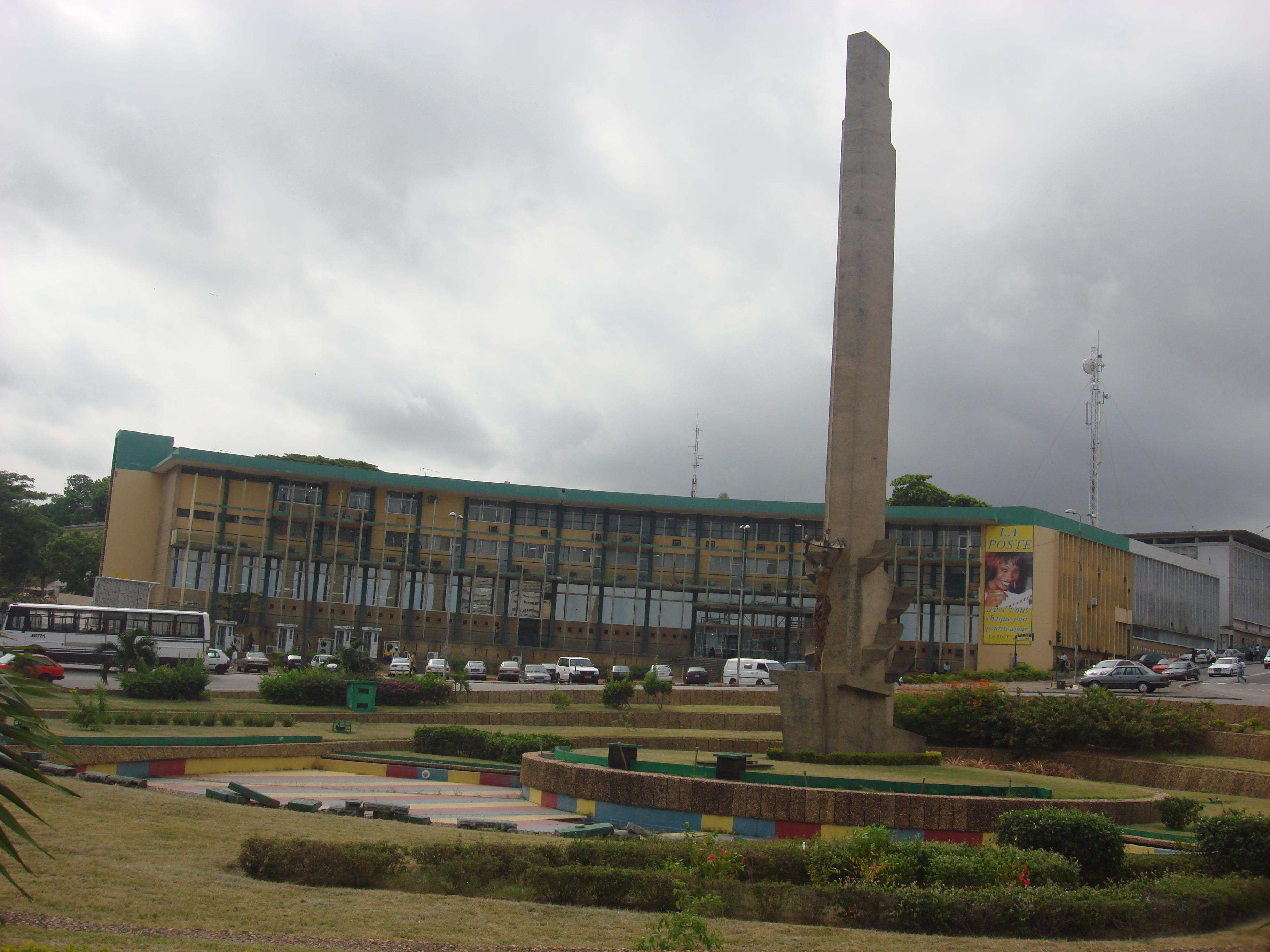
Le siège de la Poste Côte d'Ivoire, à la place de la République à Abidjan

Depuis 2006, les réseaux télécoms du pays offrent des accès à Internet. Cinq opérateurs principaux se répartissent le marché local de l'Internet : Aviso, Globe Access, Comète, Afnet et Africa Online. Le renforcement des réseaux de type Asymetric Digital Subscriber Line (ADSL) a permis de doubler la capacité de connexion et d'assurer une meilleure couverture des villes de l'intérieur du pays.
Le service postal qui existe en Côte d'Ivoire depuis le XIXe siècle, est en 2008, après plusieurs mutations, animé par une société d'État, la Poste de Côte d'Ivoire. La Poste de Côte d’Ivoire assure le transport de messagerie (lettres, cartes, documents) et de marchandises (paquets et colis), ainsi que le transfert d'argent. Elle dispose de 197 bureaux répartis sur l'ensemble du territoire, 56 centres de distribution rurale, deux centres de tri postal, deux centres de colis postaux et un centre philatélique. Parallèlement à la poste des distributeurs privés en croissance rapide proposent de nouvelles formules.[réf. souhaitée]

## Structure économique

### Secteur primaire

#### Agriculture
Place de l'agriculture

Structure du PIB en 2008

Occupant en 2007, 66 % de la population active et contribuant à hauteur de 70 % aux recettes d'exportation, l’agriculture affirme sa primauté dans l’activité économique de la Côte d'Ivoire,. Mais cette agriculture est elle-même marquée par la domination du binôme « café-cacao » qui représente 40 % des recettes d’exportation et 20 % du PIB et fait vivre 6 millions d’Ivoiriens, avec 600 000 exploitations en activité. Le cacao, dont la Côte d’Ivoire génère 40 % de la production mondiale, est la principale ressource économique du pays.

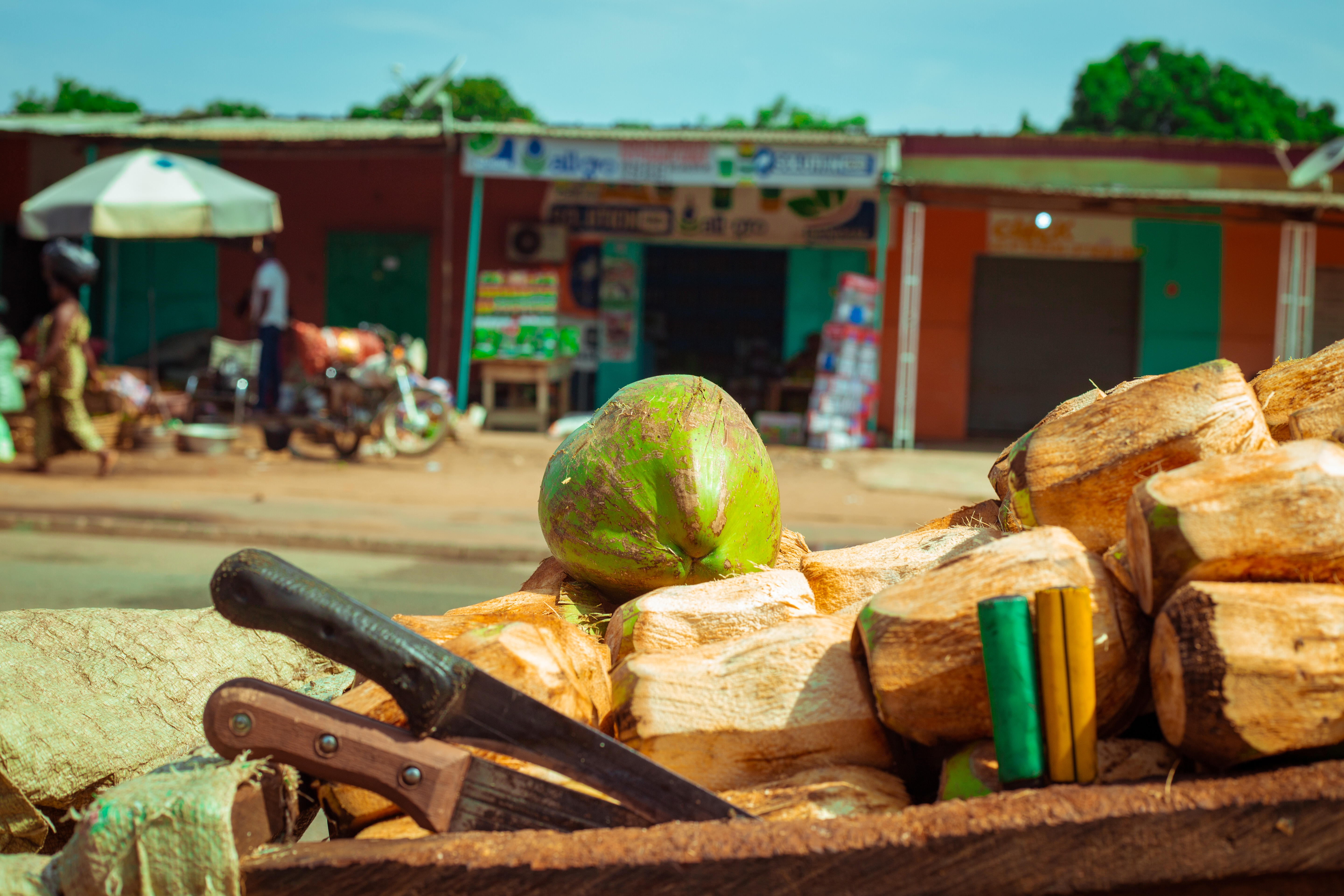
Vendeur de noix de coco frais à Bouaké

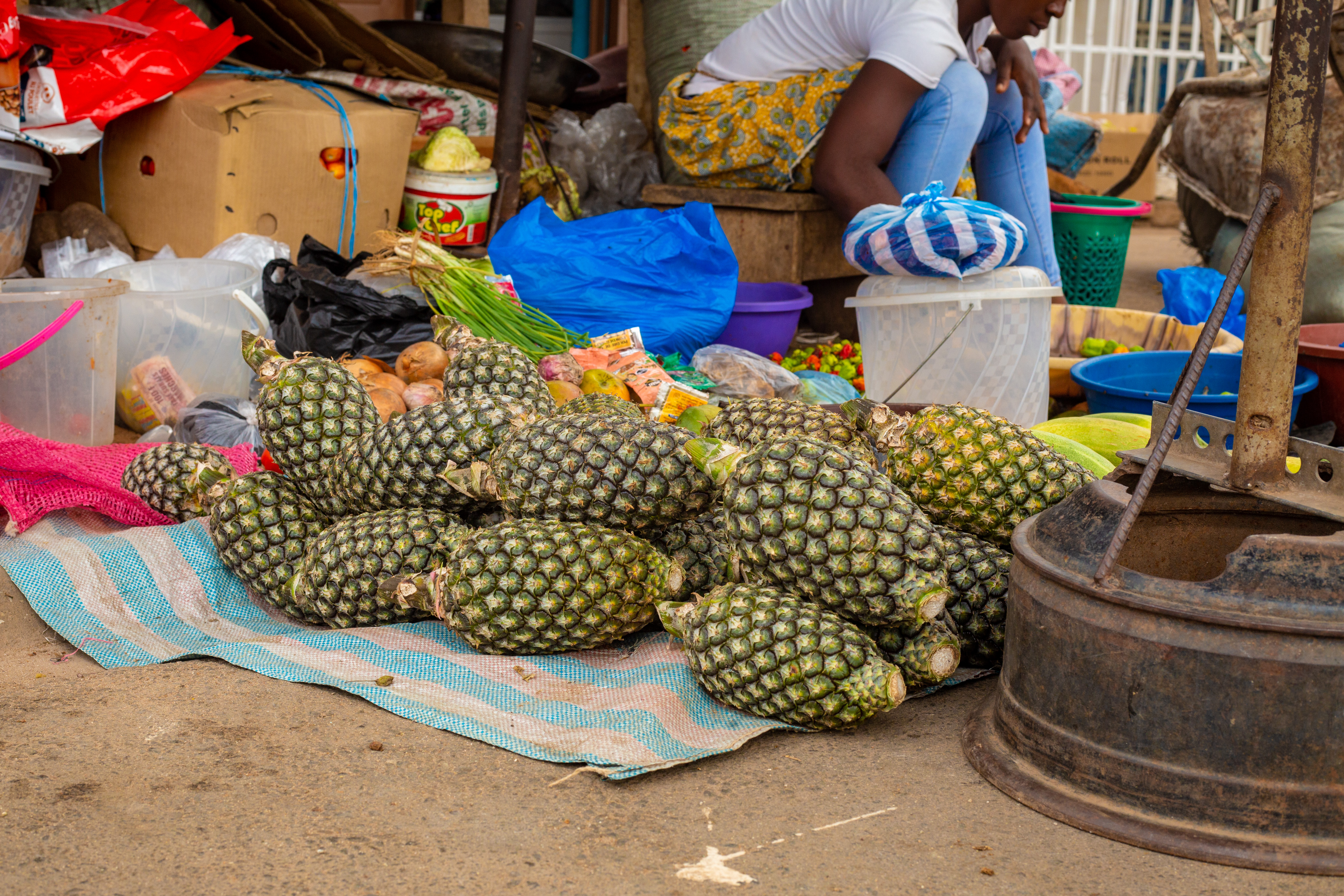
Étale d'ananas dans un marché à Yamoussoukro

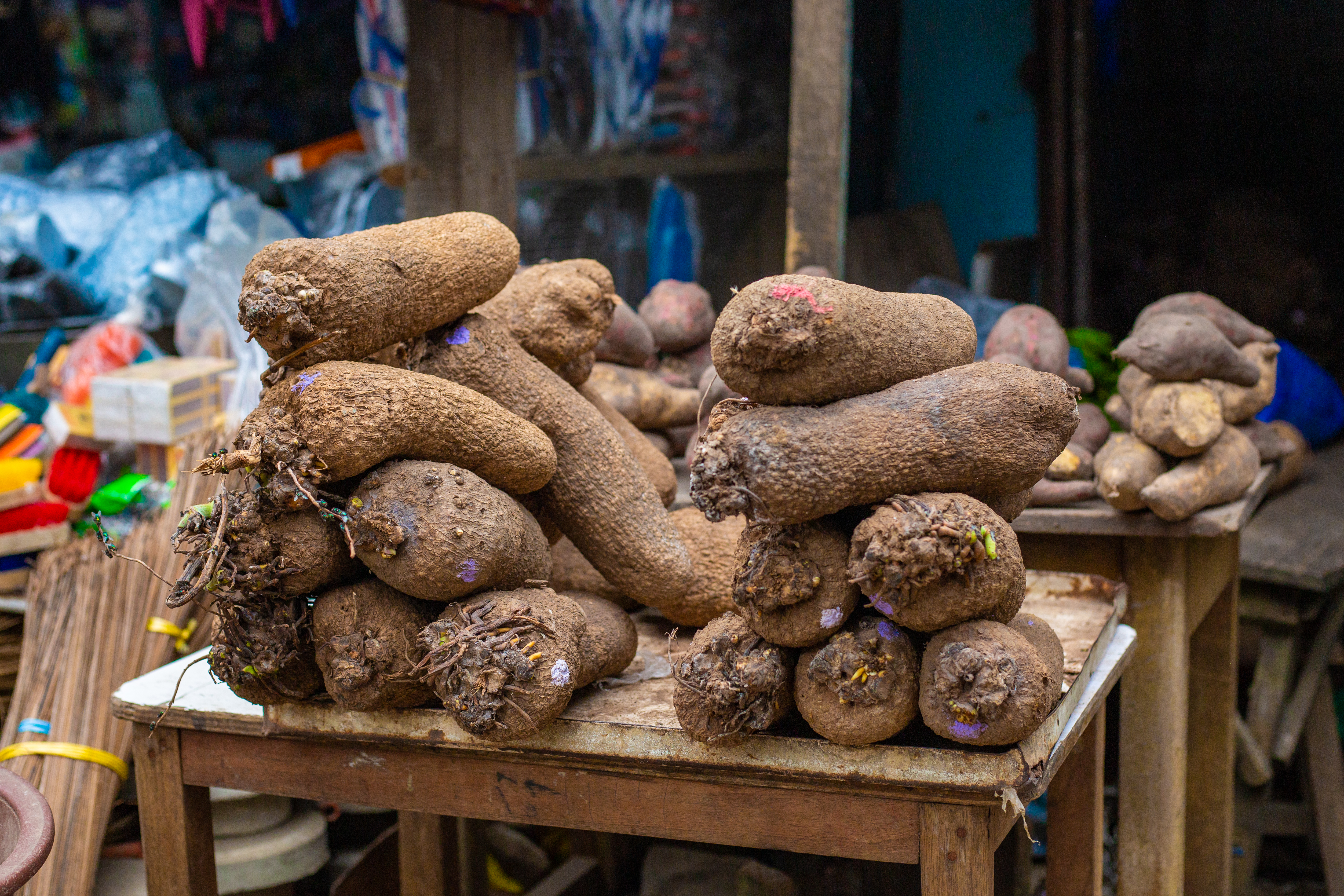
Ignames disposés sur une table de vente dans un marché

La Côte d’Ivoire occupe, à l’échelle mondiale, la place de premier producteur de cacao (1,404 million de tonnes, campagne 2003-2004) ; elle est troisième en ce qui concerne la noix de coco ; par contre la culture du café a largement périclité (154 000 t, campagne 2003-2004) et le pays n'est plus que 14e producteur mondial, très loin derrière le Brésil et le Vietnam. Les plantations de cacao et café âgées tendent à ne plus être renouvelées à cause de la pression des maladies et de l'épuisement des sols, et sont graduellement remplacée par l'hévéa. Le pays développe parallèlement d’autres filières de productions pour l’exportation telles celles de l’huile de palme (109 162 t), du coton (180 144), du caoutchouc (141 379 t), des bananes (307 227 t) et des ananas (226 022 t). La Côte d'Ivoire produit des graines de palme (1,564 million t)., de la canne à sucre (1,430 million de t)., des noix de kola (65 216 t.), des noix de cajou 167 000 t., des mangues (120 902 t). mangues. Les cultures vivrières sont également présentes : banane plantain (1 519 716), maïs (608 032), taro (51 252) et riz (673 006). Auto suffisante pour le manioc et l’igname, la Côte d’Ivoire reste cependant, un importateur net en céréales.
Cacao

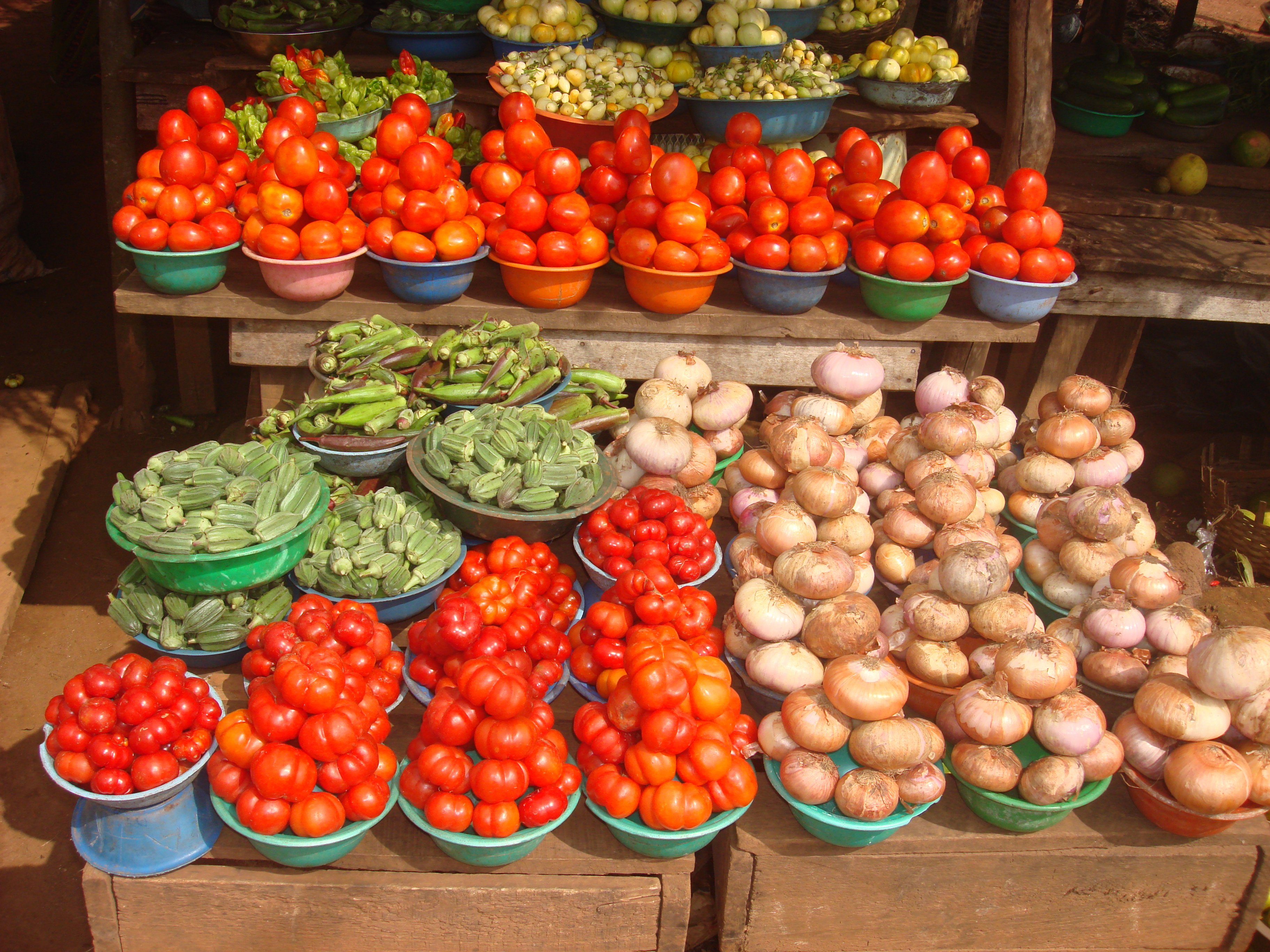
Produits vivriers (marché local).

La Côte d’Ivoire demeure, avec 40 % de la production, le premier producteur mondial de cacao devant le Ghana. La production nationale atteint 1,335 million de tonnes en 2003-2004, avec une part de 1,060 million de tonnes destinées aux exportations durant la même période. Le prix d’achat du cacao au producteur a chuté de 688 francs CFA en 2002-2003 à 207 francs CFA le kg en 2003-2004, du fait de la baisse des cours mondiaux et de la spéculation pratiquée par les acheteurs-exportateurs. En légère hausse, la proportion de cacao transformée par l’agro-industrie locale représente près de 20 % de la production totale en 2003-2004.
Café
Institutions
La libéralisation du secteur a fait naître différentes structures dont la gestion est controversée : le Fonds de régulation et de contrôle café-cacao (FRCC), la Bourse du café et du cacao (BCC), l'Autorité de régulation du café et du cacao (ARCC) et le Fonds de développement et de promotion des activités des producteurs de café et de cacao (FDPCC).
Nouvelles orientations 2012
L'agro-industrie devrait devenir rapidement le fer de lance des exportations autour d'une montée en gamme vers des produits transformés à plus forte valeur ajoutée à partir des productions de cacao, de café, des fruits tropicaux, de coton, d'hévéa et de l'huile de palme. L'exportation des produits transformés est bien plus rentable et le pays devrait en priorité se tourner vers le marché local de sa sous-région économique.

#### Élevage et pêche
Dès son accession à l’indépendance, la Côte d’Ivoire, qui n'est pas un pays de tradition pastorale, met un accent particulier sur le développement de l’élevage. Celui-ci connaît effectivement une augmentation globale, en dépit de quelques baisses enregistrées au niveau de la production. Le cheptel national composé de bovins (1,346 million), de petits ruminants (2,121 millions) (ovins et caprins), de porcins (300 000), ainsi que de volailles (27,290) millions ne peut seul couvrir les besoins de la consommation nationale aussi le pays doit-il recourir à des importations de viande.[réf. souhaitée]

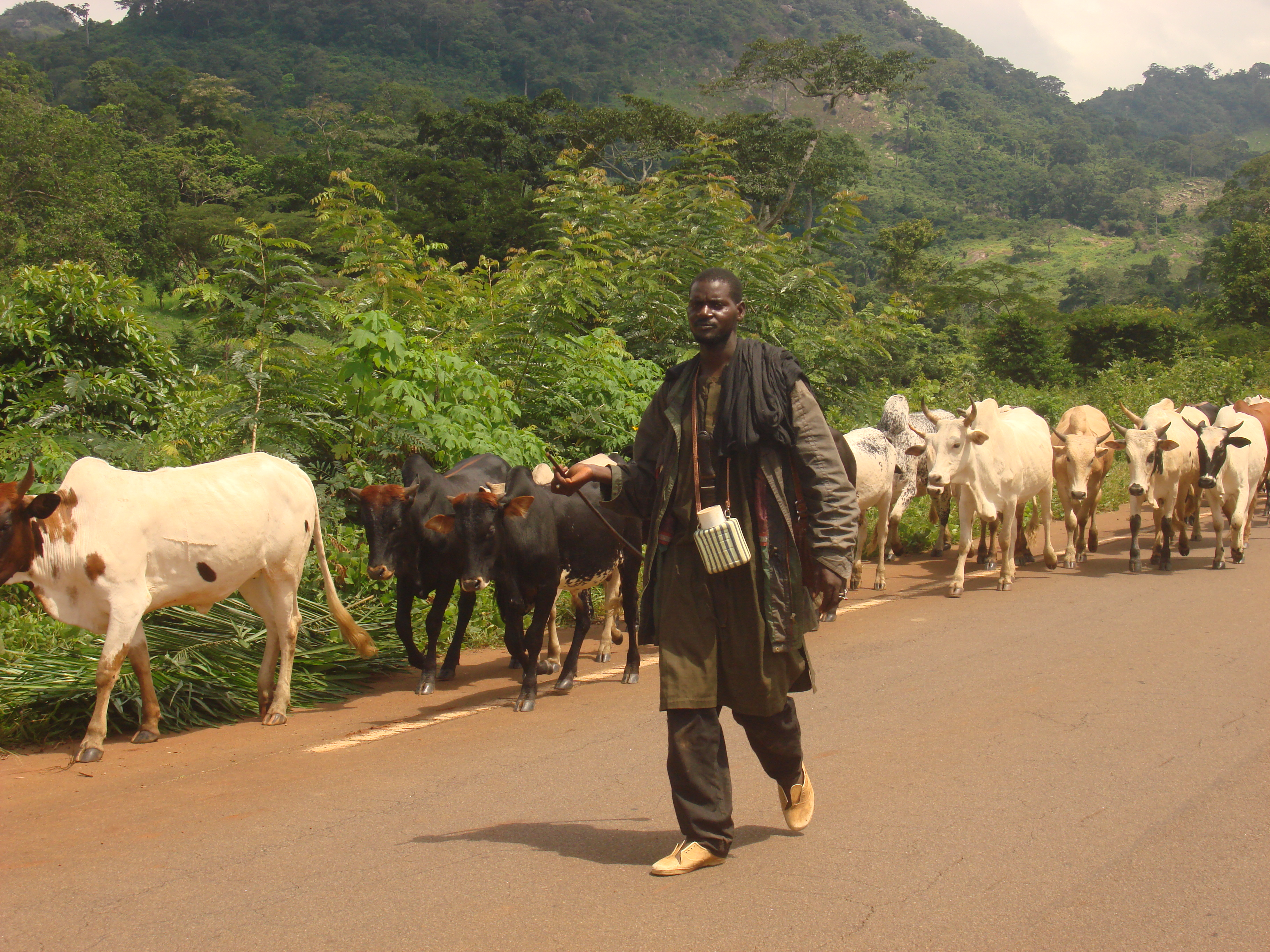
Éleveur peul conduisant un troupeau de bœufs sur la route nationale Man-Touba.

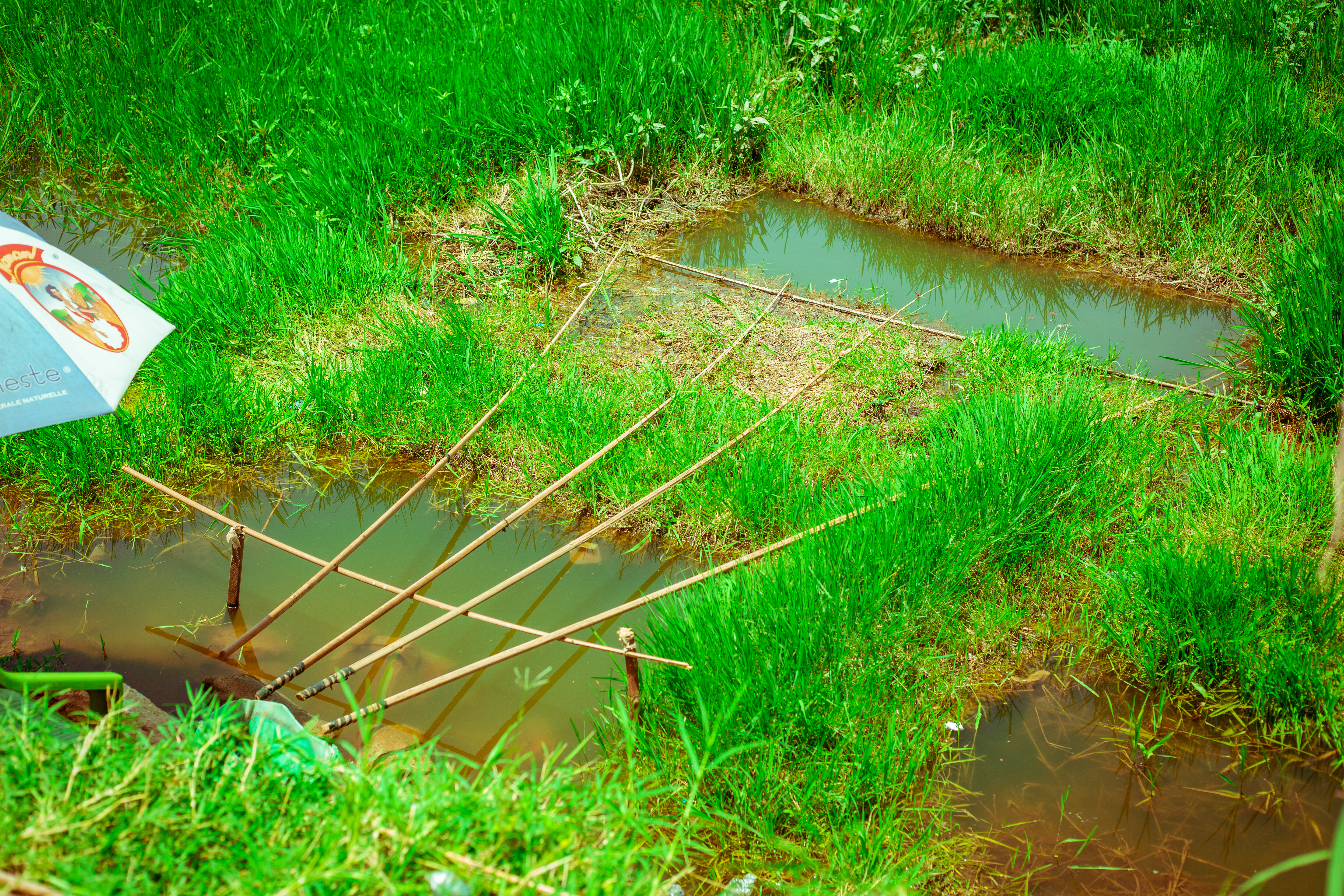
Jeune homme pêchant au bord d'un lac de façon artisane.

La Côte d’Ivoire met également en valeur ses atouts pour le développement de la pêche, notamment sa façade côtière sur le golfe de Guinée. Il constitue une flottille, procède à l’extension des ports de pêche à Abidjan et San-Pédro et il incite aussi au développement de l’aquaculture, par la création de piscines et étangs piscicoles. Pour aider à combler le déficit en produits halieutiques, la Côte d’Ivoire conclut des accords de pêches et de coopération avec l’Union européenne et la Guinée-Bissau mais elle importe aussi des produits de pêche auprès du Sénégal et de la Mauritanie. En 2004 la production totale de la pêche en Côte d’Ivoire est évaluée à 54 397,811 tonnes de produits de pêche dont 19 379 pour la pêche industrielle et 35 018,811 pour la pêche artisanale, traditionnellement pratiquée par les populations vivant sur la côte maritime et autour des lagunes. La production aquacole représente 866,05 tonnes pour la même période, dont 331,35 pour les produits d’origine lagunaire et 534,7 pour ceux d’origine continentale. Le pays doit aussi faire face à de nombreuses violations de ses eaux territoriales par des bateaux de pêche étrangers. Le pays doit importer pour satisfaire ses besoins du thon, des conserves, des maquereaux congelés et d’autres poissons, vivants ou fumés. Elles représentent en 2002, 204 757 tonnes.

### Secteur secondaire

#### Industrie

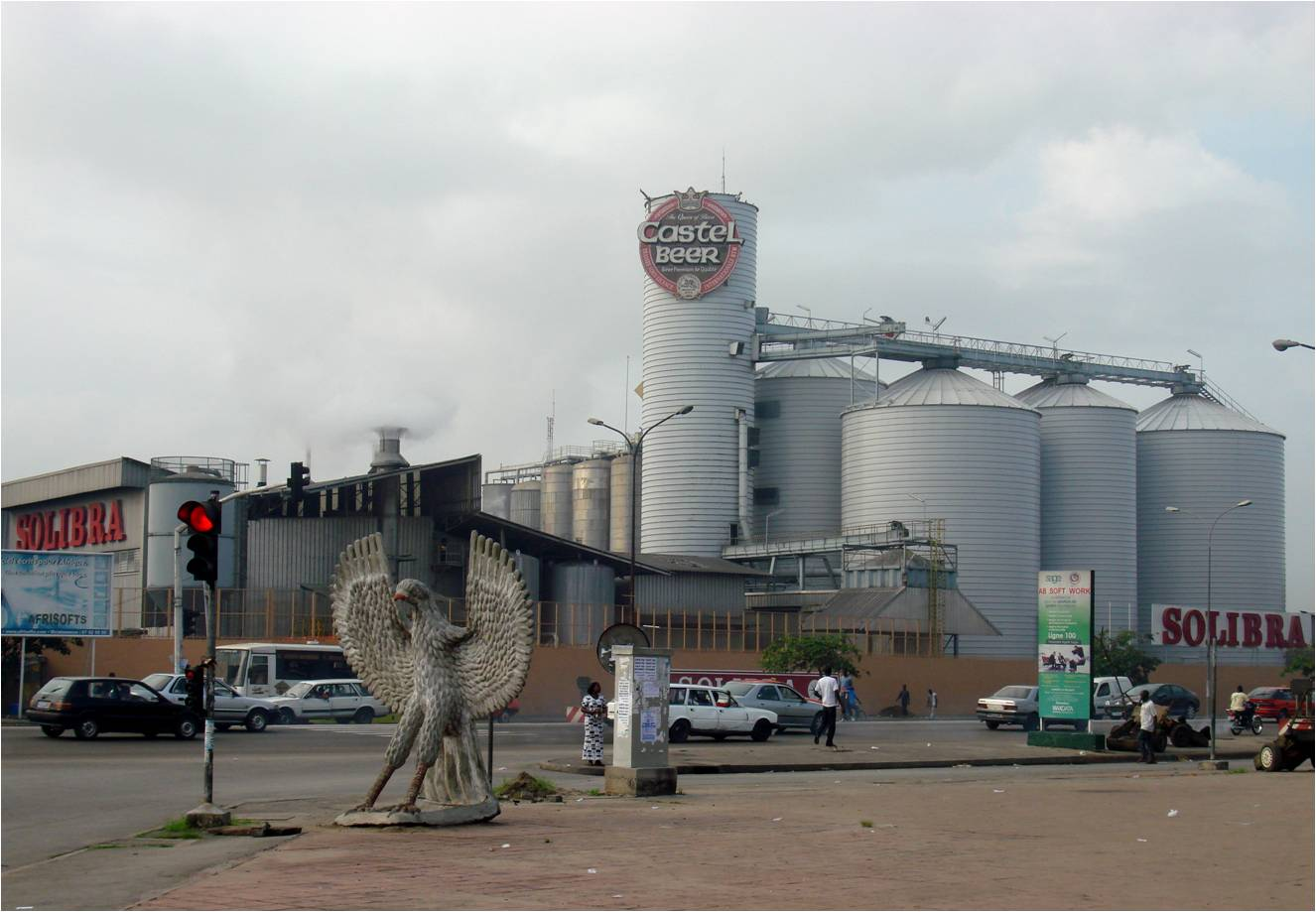
Société de limonaderies et brasseries d'Afrique à Abidjan.

En 1960, la Côte d’Ivoire décide de ne pas se limiter à l’exploitation et à l’exportation des produits bruts du secteur primaire et de développer aussi le secteur de l’industrie. L’industrie représente alors seulement 10 % de la production intérieure brute, pour un chiffre d'affaires global de 13 milliards de francs CFA. Face aux contraintes liées au coût élevé des facteurs de production, à la rareté de main-d’œuvre qualifiée et aux difficultés de financement, la nouvelle politique mise en place par le jeune État est essentiellement axée sur l’adoption d’un code des investissements, en vue d’attirer les investisseurs étrangers. Ainsi en 1976 et 1977, le chiffre d’affaires global des entreprises industrielles est respectivement de 350 milliards et 459 milliards de francs CFA. L’industrie ivoirienne qui se caractérise par un grand nombre de petites et moyennes entreprises et très peu de grandes entreprises demeure cependant la plus diversifiée de la sous-région ouest-africaine et représente 40 % du potentiel industriel de l’UEMOA, malgré les difficultés réelles auxquelles elle est confrontée.

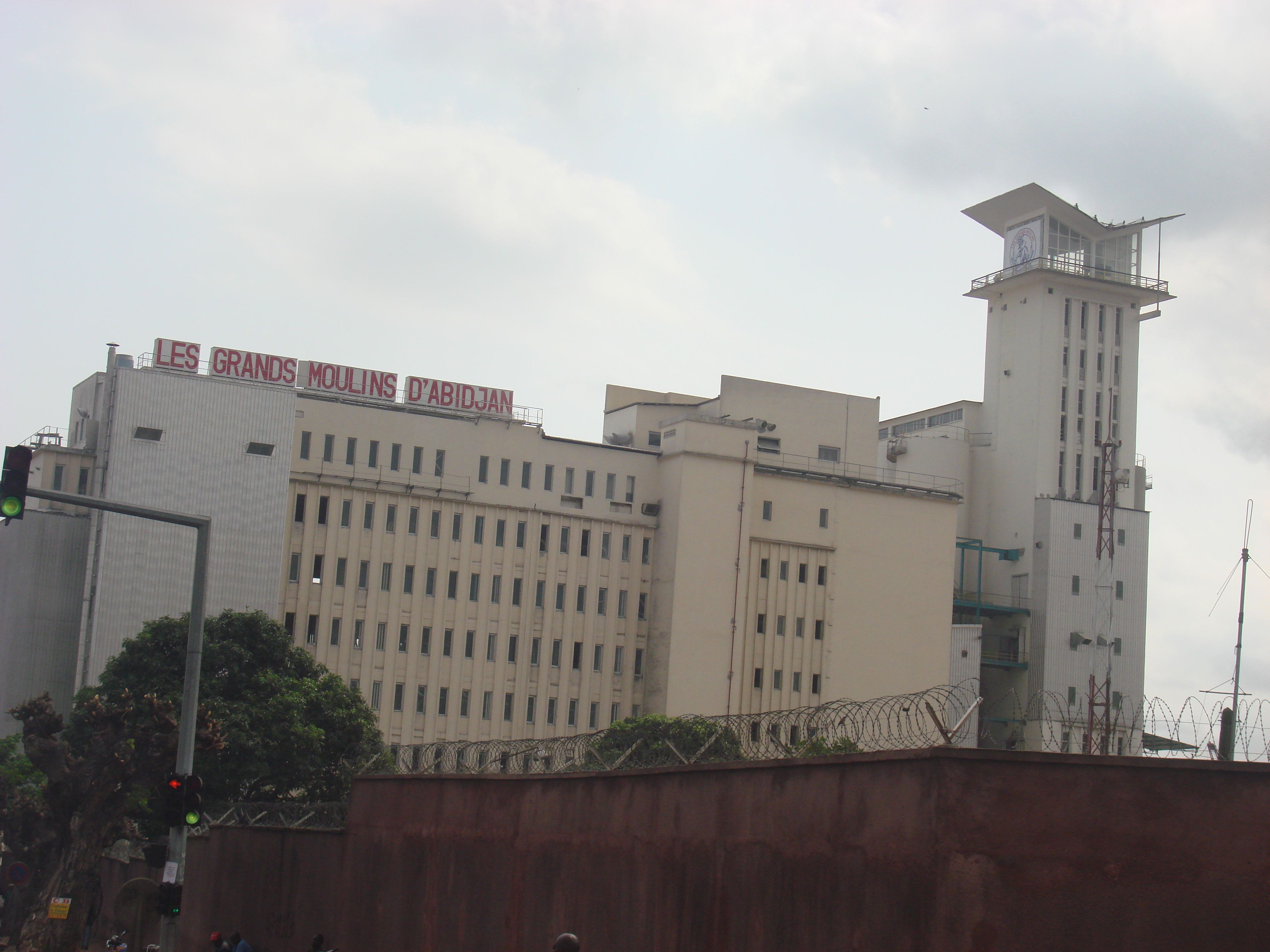
Les grands moulins d'Abidjan (GMA).

Si en 2000 la plupart des secteurs industriels enregistrent des taux de croissance négatifs, en 2002 et 2003, l’extraction de pétrole et les mines sont en hausse de 78,3 et 74,8 %, puis de 3,5 et 10,7 % en 2004 et 2005. Les industries agroalimentaires, après avoir connu des taux de croissance négatifs de 16,5 % en 2002 et 20,2 % en 2003, enregistrent des taux positifs de 1,6 % et 4,6 % en 2004 et 2005. Pour des raisons liées à la baisse de la consommation intérieure et aux difficultés de transport pour l’exportation, le secteur industriel connaît à nouveau des difficultés en 2006. Les industries chimiques connaissent une hausse de 8,3 et 8,4 % en 2004 et 2005, tandis que les matériaux de construction augmentent de 25,7 et 26 % en 2004 et 2005, malgré la crise qui affecte le pays.
L’industrie agroalimentaire qui regroupe principalement la minoterie, le décorticage du riz (rizeries), la transformation de café et cacao, la production de sucre, les oléagineux, les conserves de poisson, les boissons et les huiles essentielles, subit tout particulièrement l’influence négative de la crise militaro-politique déclenchée en 2002. La part de ce secteur dans le PIB passe en effet de 21 % en 2000 à 12,4 % en 2005. Par ailleurs, avec l’intensification des troubles politiques à la fin 2004, le secteur secondaire a, dans son ensemble, payé un lourd tribut à la crise.
D’autres branches de l'industrie ont, plus ou moins, mieux supporté la crise. Les industries du textile, des chaussures et du cuir, du bois (transformé) ainsi que les industries plastiques et chimiques, celles des matériaux de construction, de l’eau, et les industries du secteur bâtiment et travaux publics constituent l'essentiel du tissu industriel du pays.
|                               | 2000         | 2000         | 2001         | 2001         | 2002         | 2002         | 2003         | 2003         | 2004         | 2004         |
|                               | Prod. totale | Exportations | Prod. totale | Exportations | Prod. totale | Exportations | Prod. totale | Exportations | Prod. totale | Exportations |
| Textile et chaussures en cuir | 440 010      | 206 490      | 443 743      | 239 974      | 407 079      | 270 572      | 338 197      | -            | 357 363      | -            |
| Bois transformé (scieries)    | 375 893      | 146 000      | 370 832      | 184 173      | 348 247      | 182 166      | 311 120      | 160 090      | 267 564      | 184 695      |
| Indust. plastique et chimique | 472 669      | 225 968      | 534 669      | 239 974      | 512 553      | 270 572      | 546 225      | 223 743      | 655 471      | 259 365      |
| Matériaux de construction     | 123 797      | 26 287       | 118 895      | 30 948       | 119 769      | 28 551       | 105 214      | 6 204        | 136 777      | 26 755       |
| Bâtiments et travaux publics  | 588 783      | 3 835        | 623 396      | 2 924        | 648 272      | 1 347        | 458 233      | -            | 532 924      | -            |

#### Construction et travaux publics
Rapidement, le rythme annuel de construction de logements devrait monter à 40 000 dont la moitié à Abidjan. Le promoteur immobilier Sicogi, détenu à 80 % par l’État ivoirien, a comme ambition de mobiliser les investisseurs internationaux et la diaspora ivoirienne autour d'ambitieux projets qui comprennent non seulement des programmes de logements, mais des centre d'affaires et des centres commerciaux.

### Services (secteur tertiaire)

#### Entreprises du secteur

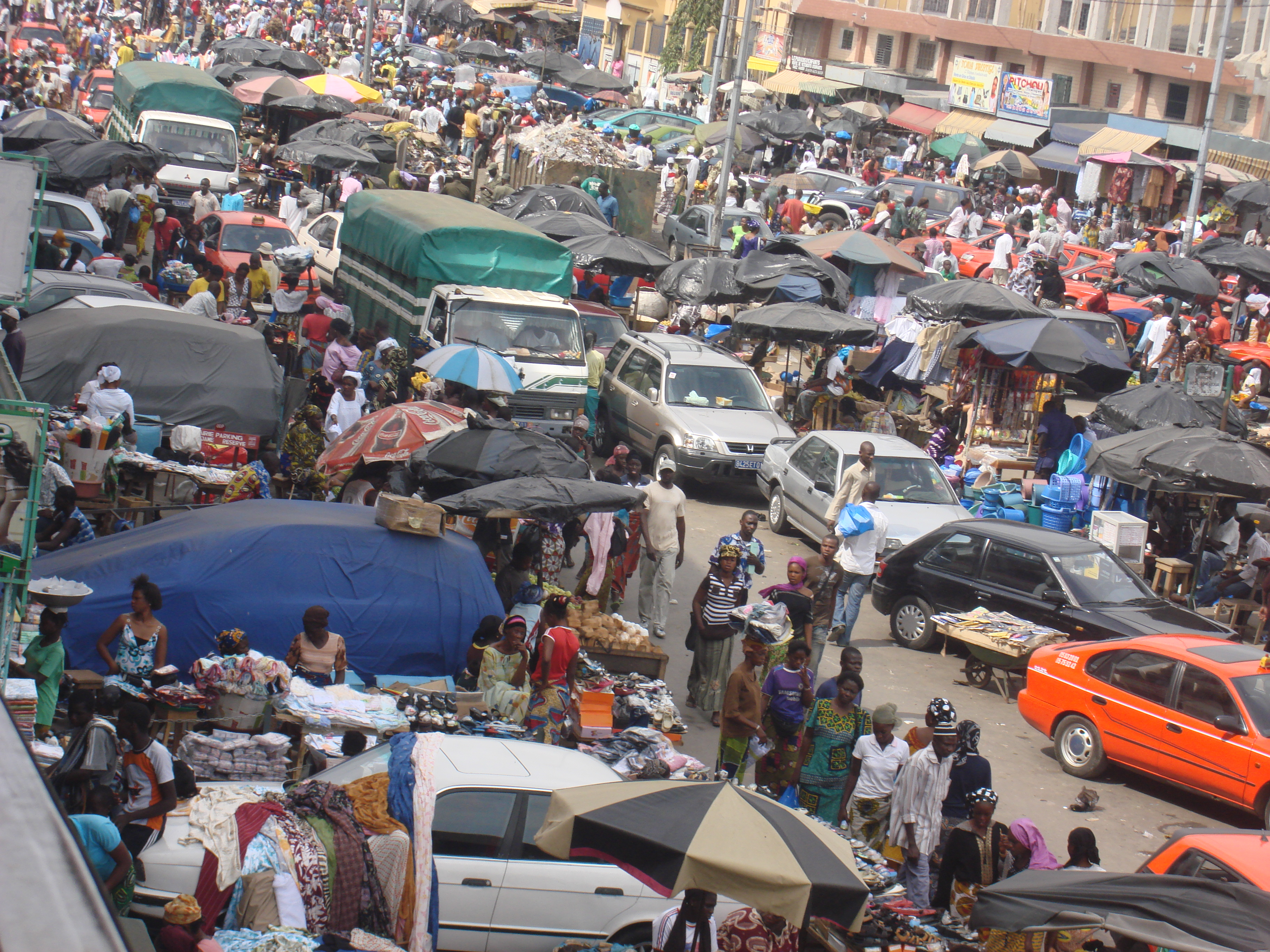
Le marché traditionnel d'Adjamé débordant sur le boulevard Nangui Abrogoua.

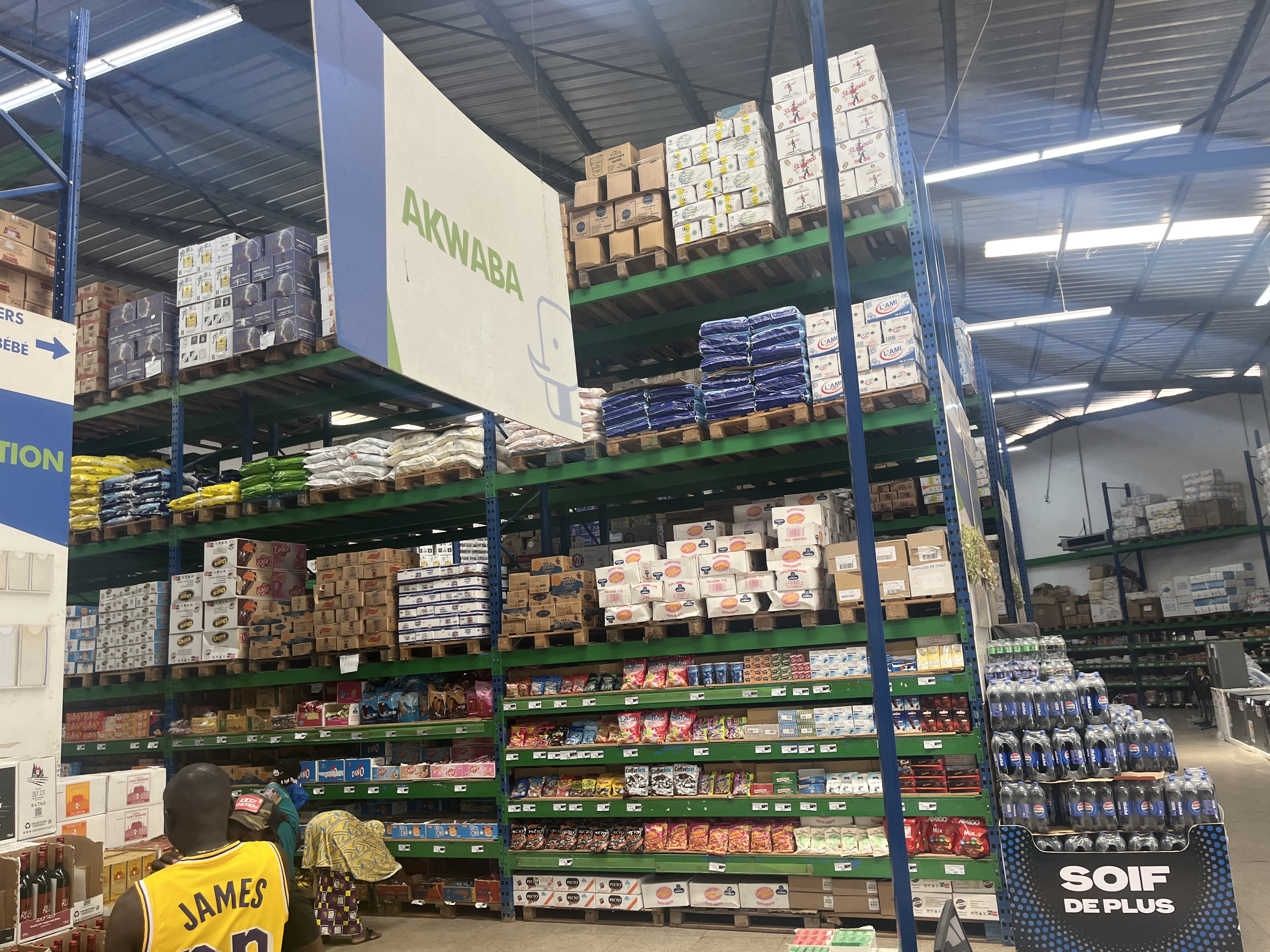
Un supermarché à Man

Le secteur tertiaire représente plus de la moitié du PIB ivoirien (54 % du PIB en 2006). Cependant, ce secteur est, de loin, le plus affecté par la crise initiée en 2002. En 2004, il a connu un recul de 0,5 à 1 pour cent, avec une chute de 5 pour cent de l’activité globale des sociétés de service. Il paie non seulement les dégâts directs et indirects de la guerre, mais aussi la politique de fermeture ou de relocalisation de certaines sociétés dans la sous-région. Toutes les branches du secteur ont enregistré des baisses significatives. Ainsi, les ventes de détail ont connu une baisse globale de 0,6 % sur l’année 2004. Cette chute est attribuable à la diminution des revenus des ménages, touchés par la fermeture des usines, les mises au chômage technique et le départ des expatriés. L’indice du commerce de la BCEAO (Banque centrale des États d’Afrique de l’Ouest) est estimé à 1 pour cent sur l’année 2004. L’initiative privée comme l’esprit d’entrepreneuriat se sont fortement développés en Côte d'Ivoire. À tel enseigne que l’on dénombre à ce jour environ 40 000 entreprises dans ce pays, pour la plupart du secteur tertiaire – y compris les entreprises à employé unique. L’initiative privée est encouragée et supporté par des organisations spécialisées telles que la Chambre de commerce et d’industrie de Côte d’Ivoire (CCI-CI), la Confédération générale des entreprises de Côte d’Ivoire (CGECI) et la Fédération ivoirienne des petites et moyennes entreprises (FIPME).
Prépondérante dans le secteur tertiaire, l'économie informelle avec ses divers petits métiers est réputée contribuer pour un cinquième au moins, à la création de la richesse nationale. Elle constitue de ce fait l'un des moteurs de l'économie nationale ivoirienne. Ce secteur créateur de richesse, utilise une importante main-d'œuvre et se révèle, en conséquence, distributeur de revenus. Toutefois, malgré son importance en termes d'emplois, le secteur informel ne représente qu'une part relativement faible dans le produit national. Ceci s'explique notamment par l'absence ou le faible niveau de qualification de ses animateurs et le caractère rudimentaire des équipements utilisés qui génèrent une faible productivité.
En juin 2022, le géant français de la grande distribution Auchan annonce son implantation en Côte d'Ivoire avec l'inauguration de cinq nouveaux supermarchés sur le territoire ivoirien.

#### Secteur financier
Ce secteur, mis en place au cours des années 1960 pour impulser le développement économique, enregistre non seulement la participation financière de l'État, mais également et surtout celle de banques étrangères, notamment françaises. Des banques spécialisées sont créées pour favoriser les investissements, soutenir l'agriculture ou l'acquisition de biens de consommation. La conjoncture économique difficile qui survient à partir des années 1980 entraîne la fermeture de plusieurs d'entre elles. La politique de privatisation adoptée dans les années 1990 réduit alors la participation de l'État dans le secteur bancaire. Récemment dans le cadre d'une nouvelle stratégie, la création de nouvelles banques s'appuyant sur l'actionnariat privé a été encouragée.

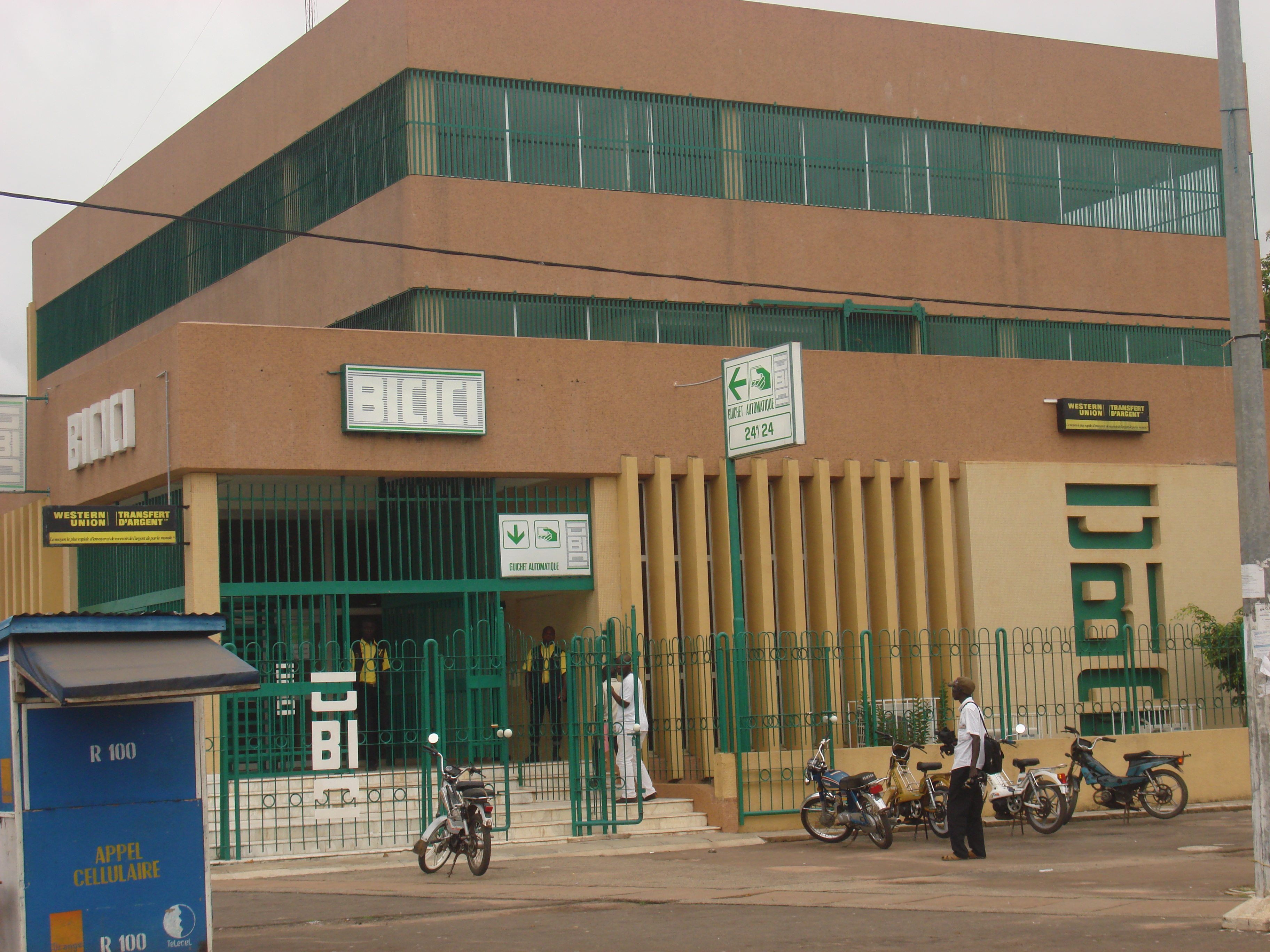
Agence du quartier commerce de la BICICI à Bouaké, fermée entre 2002 et 2008.

Les fonds de garantie, les sociétés de crédit, les Coopératives d'épargne et de crédit (Coopec) jouent également, avec les sociétés d'assurance, un rôle important dans l'économie et le système financier ivoiriens. L'ensemble de ces entreprises contribue à réduire le taux de chômage du pays. À l'avènement de la guerre, nombre d'entre elles avaient ralenti leurs activités de crédits en raison de l'instabilité de la situation, mais elles les reprennent depuis 2008 en se réinstallant progressivement dans les zones qu'elles avaient abandonnées du fait de la crise. Malgré sept années de fort ralentissement, le pays dispose toujours d'un des réseaux bancaires les plus développés de l'Afrique de l'Ouest comptant en 2007, 19 établissements financiers dont 17 banques et deux établissements de crédit. Les filiales de grandes banques françaises comme la BNP Paribas (BICICI) et la Société générale (SGBCI) et d'autres établissements (BIAO, Ecobank, NSIA Banque) assurent une assez large couverture du territoire national.

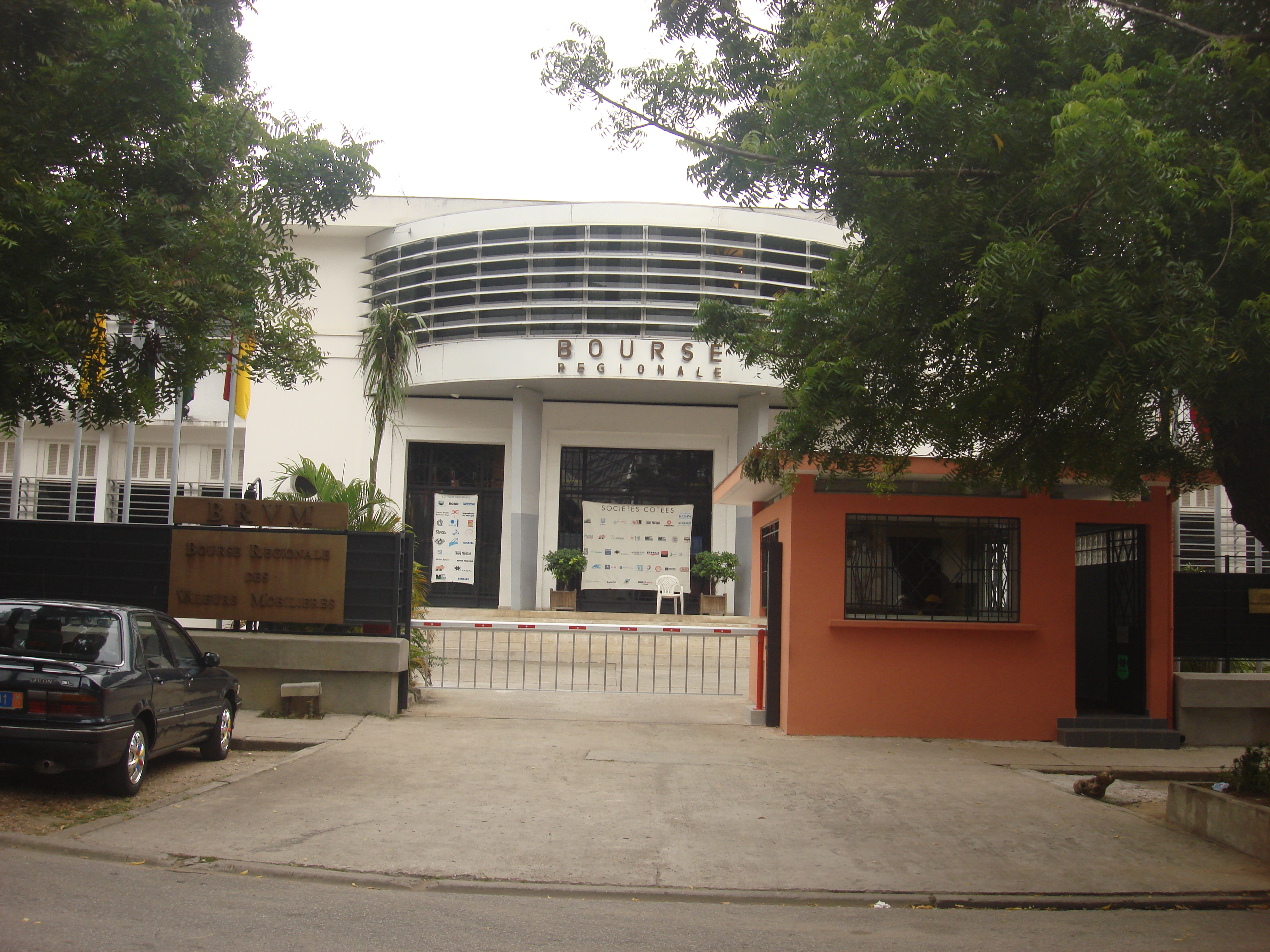
Siège de la Bourse régionale des valeurs mobilières (BRVM) à Abidjan.

Des banques spécialisées, créées par l'État, cohabitent avec les banques à capitaux privés ou étrangers. Les plus importantes sont la Banque pour le financement de l'agriculture (BFA), la Banque de l'habitat de Côte d’Ivoire (BHCI), la Banque nationale d'investissement (BNI) créée en partie pour reprendre la gestion des dépôts de la Caisse autonome d'amortissement (CAA) et la Banque régionale de solidarité (BRS), un établissement spécialisé créé par la Banque centrale des États de l'Afrique de l'Ouest (BCEAO) pour assurer la promotion des petits investisseurs. À celles-ci s'ajoute la Bourse régionale des valeurs mobilières (BRVM) issue de la restructuration et de la transformation de la Bourse des valeurs d'Abidjan (BVA) menée dans une perspective de renforcement de son rôle de pôle financier de la sous-région. Basée à Abidjan, elle est dominée par les entreprises ivoiriennes puis sénégalaises mais joue un rôle régional, puisque des entreprises d'autres pays de l'Afrique de l'Ouest y sont cotées. En 2006, 39 sociétés étaient cotées à la BRVM. La Bourse enregistre une forte croissance des transactions en dépassant le niveau record atteint en 1999 avec 64 milliards de francs CFA de transactions. Sa bonne performance est illustrée, en partie, par la forte hausse des valeurs enregistrée. Celle de la Société africaine de plantations d'hévéas (SAPH) est passée de 5 400 francs CFA en décembre 2005 à 12 800 francs CFA en décembre 2006 soit une progression de plus de 137 %.
Les compagnies d'assurances n'ont pas véritablement souffert de la crise. En décembre 2006, 35 compagnies d'assurances (dont trois filiales de sociétés françaises) sont dénombrées en Côte d’Ivoire. Le secteur dégage un chiffre d'affaires en hausse de 6,48 % pour un montant de 129,5 milliards de francs CFA. Le marché ivoirien des assurances emploie environ 2 200 personnes et représente un tiers de celui de la Conférence interafricaine des marchés d'assurance (CIMA) qui regroupe 14 pays africains appartenant tous à la zone franc.[réf. souhaitée]

#### Tourisme
Comme bien des secteurs, le tourisme constitue dès les années 1960 l'un des axes majeurs de la politique de développement économique mise en place par les pouvoirs publics ivoiriens. Une réglementation spécifique est fixée au cours des années 1970,, et, dans cette logique de promotion, divers organes ou sociétés sont créés : La Société ivoirienne d’expansion touristique et hôtelière (SIETHO) ; Ivory coast tourism agency (ICTA), grossiste local et correspondant de nombreux voyagistes étrangers ; l'Office national de l’artisanat d’art (ONAA) ; l'Office ivoirien du tourisme et de l’hôtellerie (OITH) ; ou encore, Côte d’Ivoire Tourisme. Dans cette même logique, d'importants investissements sont réalisés tant par l'État que par des investisseurs privés pour promouvoir le tourisme. Les investissements de l'État concernent principalement la mise en valeur des atouts touristiques du pays mais aussi la construction d'établissements hôteliers de prestige : L'hôtel Ivoire et l'hôtel du Golf à Abidjan ainsi que l'hôtel Président à Yamoussoukro. Ils côtoient d'autres établissements de même rang, édifiés par de grands groupes internationaux : Sofitel, Novotel et Ibis notamment. L'important développement économique de la Côte d'Ivoire jusqu'au milieu des années 1980 en fait une destination orientée beaucoup plus vers les affaires que les loisirs. La forte communauté d'européens qui y vit en permanence à cette époque et la hausse générale du niveau de vie permettent le développement d'infrastructures de grande qualité, ouvertes à une clientèle haut de gamme et à un tourisme d'affaire.
Naturellement après la crise politico-militaire de ces dernières années, la Côte d'Ivoire est particulièrement touchée dans son industrie touristique perturbée par la scission qu'a connu le pays et par l'affaiblissement de son rôle de carrefour régional. L'État ivoirien s'évertue à promouvoir, de nouveau, l'image du pays à travers le tourisme et espère engranger des ressources complémentaires grâce à ce secteur. Il mise sur divers atouts naturels : 520 km de côtes bordant l'océan Atlantique et disposant de grandes étendues de plage ; îles près de la région des lagunes ; plusieurs parcs nationaux qui couvrent une superficie de plus de 1 730 550 ha et abritent des espèces animales rares ou en voie de disparition ; réserves offrant une large variété de faune et flore ; mais aussi, forêts classées. Le pays compte également sur ses spécificités culturelles marquées par leur diversité et les nombreuses activités artisanales et artistiques qui constituent un pan important de son patrimoine. Il envisage de s'appuyer sur un tourisme traditionnel et un tourisme culturel orientés vers la découverte des populations ivoiriennes disséminées dans une mosaïque de plus de soixante ethnies. En 2003 déjà, une loi transfère la promotion du tourisme aux collectivités décentralisées dans l'optique de démultiplier les centres d'attraction du secteur.

## Rôle de l’État

### Secteur parapublic
L’État ivoirien joue un rôle important dans l’économie du pays tant au niveau légal (réformes fiscales et budgétaires, renforcement de la réglementation liée aux marchés publics) que par son implication dans le secteur parapublic et privé où sa présence moins importante que dans les décennies passées reste cependant significative.
Le secteur parapublic, connait depuis le début des années 1990, une évolution notable. Le nombre des sociétés d'État et des sociétés à participation financière de l'État, est passé de 200 à 77 en 1996 en conformité avec un vaste programme de privatisation lancé par les pouvoirs publics ivoiriens.
En mars 2006, le pays compte 27 sociétés d'État dont 18 nouvelles parmi lesquelles d'anciens établissements publics transformés en sociétés dans un souci d'efficacité selon les déclarations officielles. L'État ivoirien qui reste encore majoritaire dans 13 sociétés, conserve dans 11 autres une minorité de blocage et est actionnaire minoritaire dans 27 autres entreprises.

### Réformes fiscales et budgétaires

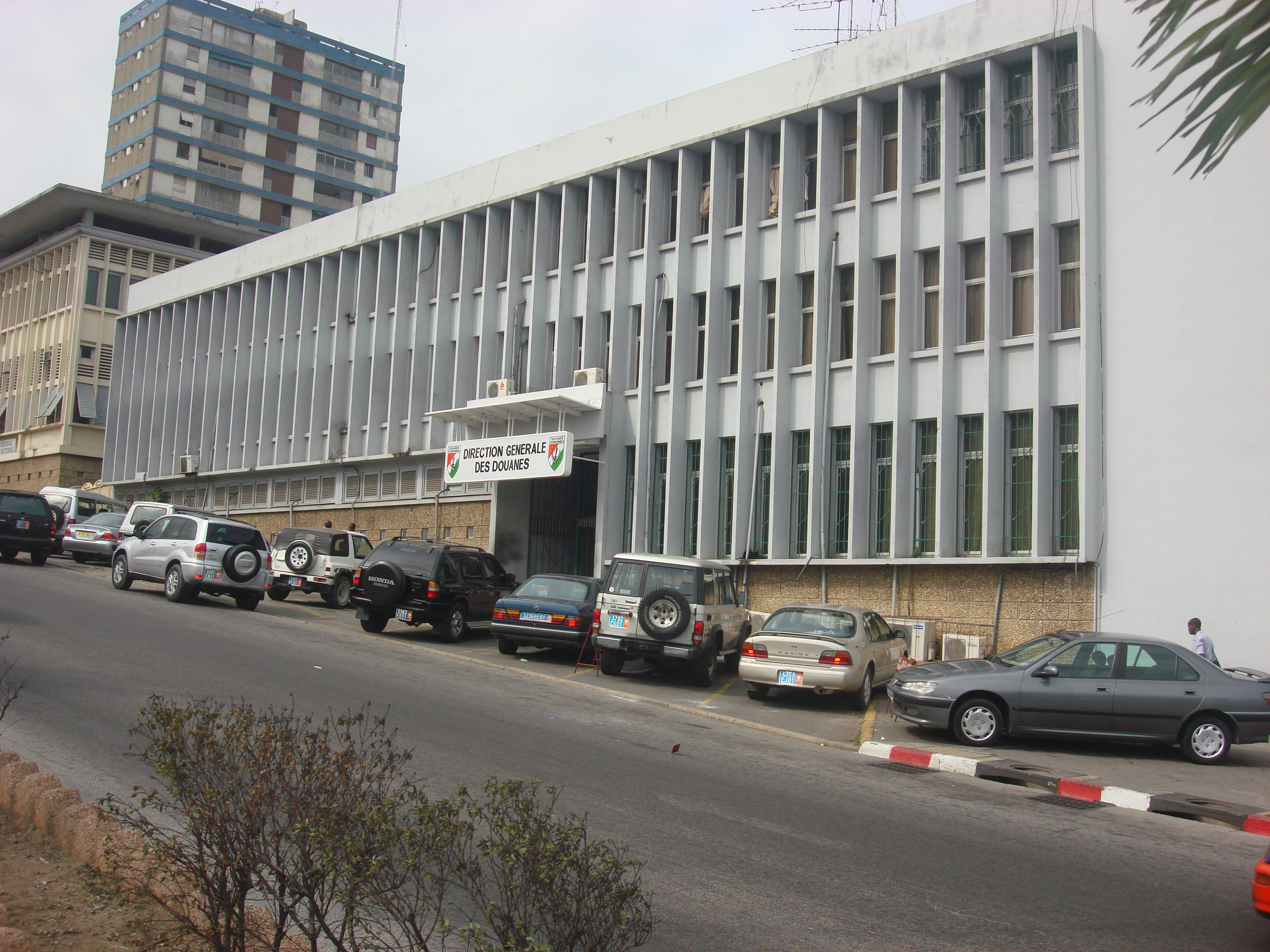
Siège de la Direction générale des douanes de Côte d'Ivoire à Abidjan.

Le pays tente d'adapter sa fiscalité au contexte de crise. Il est confronté à la forte baisse des investissements étrangers directs, à la réduction de manière drastique des activités de plusieurs entreprises ainsi qu'à l'abandon pure et simple du pays par d'autres sociétés dans l’attente de la résolution définitive de la crise. Dans ce contexte, des mesures spécifiques d’allègement fiscal et d’assainissement des états financiers des entreprises ont été prises. Le taux de la TVA a été réduit, pour les grandes entreprises la retenue de 10 % qui était opérée sur les sommes mises en paiement par le Trésor public a été supprimée et l’impôt sur le bénéfice a été réduit pour plusieurs catégories d’entreprises. Une exonération d’impôt sur les bénéfices pendant trois ans a aussi été accordée pour les entreprises en difficultés. Ces mesures sont complétées par une réforme de la fonction budgétaire rendue nécessaire par diverses faiblesses constatées dans la gestion des finances publiques.
Le cadre législatif et réglementaire des finances publiques s'est révélé particulièrement inadapté, tant du fait de la multiplication des procédures dérogatoires, d'une faiblesse considérable dans la centralisation des données et d'instruments de gestion frappés par un véritable retard technologique, ce qui nuit à la célérité et à la transparence des opérations. Les mesures correctives en cours dans ce pays ont pour vocation d'assurer l’unité budgétaire par la centralisation de l’ensemble des ressources de l’État au Trésor public. Elles planifient désormais dans un seul et même compte le budget de l'État, toutes les opérations financières dispersées entre le budget général de fonctionnement (BGF), le budget spécial d’investissement et d’équipement (BSIE), les budgets annexes (BA) et les comptes hors budget.

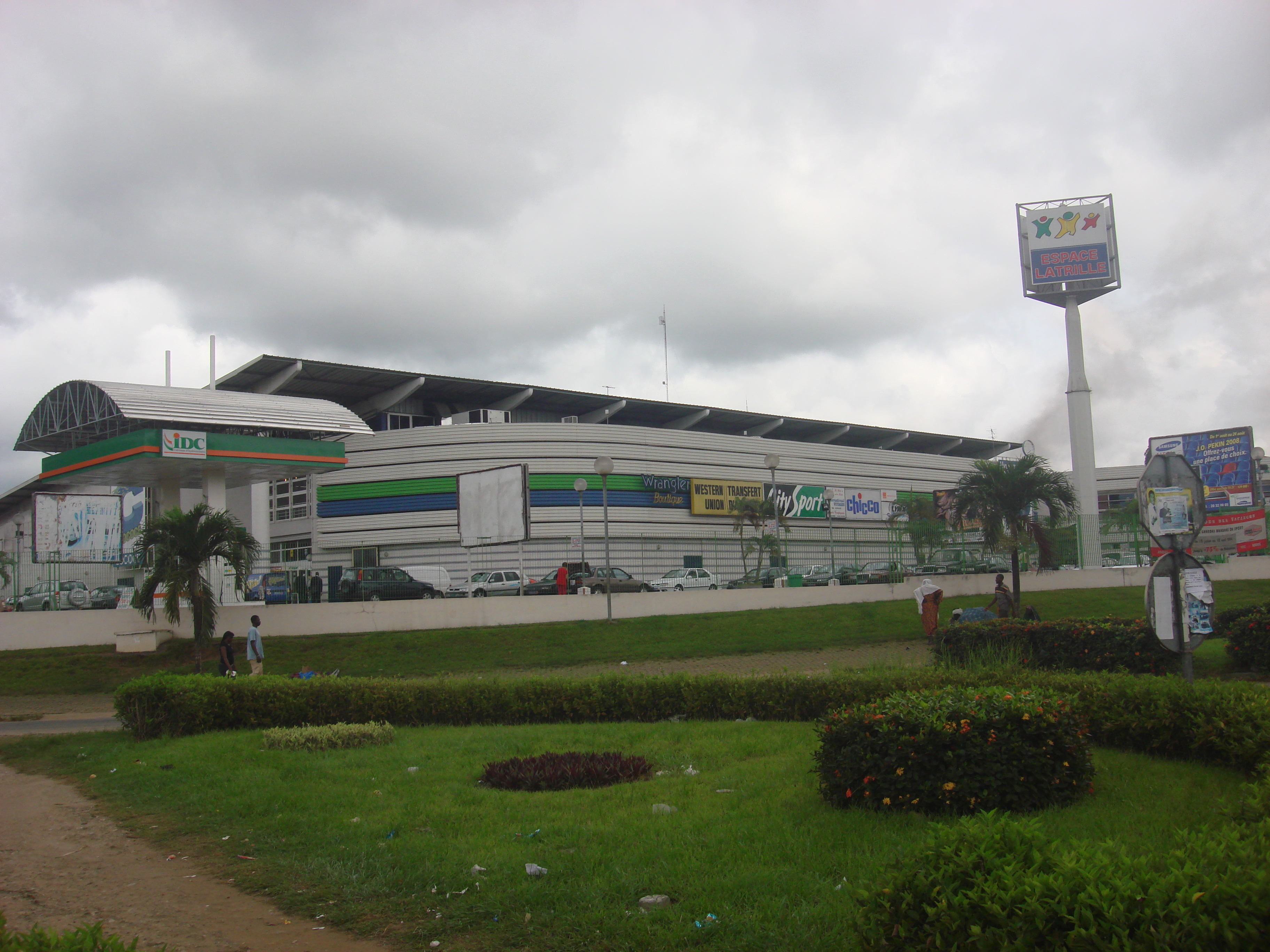
Supermarché à Cocody les deux plateaux à Abidjan.
Les mesures d'allègement fiscal et le nouveau code des marchés publics sont destinés à relancer les activités des entreprises.

Sur le plan opérationnel, cette réforme s’accompagne du Système de gestion intégré des finances publiques (SIGFIP). Il s'agit d'une approche totalement informatisée ayant vocation à améliorer la préparation du budget de l'État, à réduire les délais d’exécution des finances publiques ainsi qu'à renforcer la sécurité de la dépense publique en améliorant la transparence des transactions et la communication directe des différents acteurs. Le SIGFIP devrait permettre, au surplus, de dégager plus facilement tous les états et tous les agrégats en liaison avec le Trésor public qui réalise ses travaux sur un autre logiciel spécifique à la comptabilité. Sur cette base de travail, le premier budget unique de l'État ivoirien est adopté en 1999.

### Nouveau code des marchés publics
Le 24 février 2005, la Côte d'Ivoire se dote d’un nouveau code des marchés publics qui s’adapte au nouvel environnement juridique des entreprises régies en particulier par le Traité relatif à l’harmonisation du droit des affaires en Afrique (OHADA), le code de la Conférence interafricaine des marchés d'assurance (CIMA) ainsi que les directives relatives à l’harmonisation des finances publiques au sein de l’UEMOA.
Ce code des marchés publics concerne, en qualité d’autorités contractantes, l’État, les établissements publics nationaux, les collectivités territoriales, les sociétés d’État, les Sociétés à participation financière publique majoritaire, les personnes de droit privé bénéficiant du concours financier ou de la garantie de l'État. Il a trait aux marchés de travaux, aux marchés de fournitures ainsi qu’à ceux de prestation de services. Il prévoit l’appel d’offres ouvert sans présélection, l’appel d’offres ouvert à présélection des participants, l’appel d’offres restreint, l’appel d’offres avec concours et le marché de gré à gré.

## Relations avec le reste du monde

### Investissement étranger
La Côte d'Ivoire commerce avec tous les pays du monde et accueille en son sein une large mosaïque de cultures et de nationalités. Mais elle offre surtout aux investisseurs l'avantage d'être un pôle économique qui ouvre sur tous les marchés de la sous-région. Ceci lui a permis de conforter son 4e rang au sein des pays africains au sud du Sahara, derrière l’Afrique du Sud, l’Angola et le Nigeria en termes de flux entrants d’IDE. Au 78e rang des pays d’accueil des stocks d’IDE dans le monde, le pays – jusqu’en 2002 – ne faisait pas partie des États africains les plus affectés par le recul global des Investissements directs étrangers, selon la CNUCED. Depuis, la courbe d’investissement fléchit. L’investissement privé a stagné en 2004 par rapport à 2003, et s’est contracté en 2005.
Toutefois, fort des signes de vitalité et d’opportunités de diversification montrés par l’économie ces dernières années, le pays cherche à séduire les investisseurs, en améliorant l’environnement des affaires. L’objectif affiché étant d'attirer le plus d'investissements internationaux possibles, la Côte d'Ivoire procède non seulement à un renforcement du partenariat public-privé, mais encore instaure un code des investissements assez attractif en vue d'assurer la sécurité juridique ainsi que celle des biens et des personnes. Elle entend ainsi diversifier les partenaires, tout en continuant à s’appuyer sur son partenaire traditionnel, la France classé en 2016 au second rang des investissements étrangers en Côte d'Ivoire avec 16 %. Le royaume du Maroc est, avec 22 % soit 147 milliards de francs cfa (environ 2,4 milliards de dirhams), désormais le principal investisseur en Côte d'Ivoire.
Dans un contexte de reconstruction, les besoins s'avèrent énormes, les autorités ivoiriennes se veulent accueillantes et les structures d'accueil telles que le Centre de promotion des investissements en Côte d'Ivoire (CEPICI), la Chambre du commerce et de l'industrie (CCI-CI) et la Chambre du commerce et d'industrie française en Côte d’Ivoire (CCIFCI)font montre de dynamisme.[réf. souhaitée]
La diaspora ivoirienne est un acteur économique important. Elle est estimée à environ 1 500 000 personnes dont 127 000 dans la seule Île-de-France auxquels s'ajoutent ceux des autres villes françaises, des autres pays d'Europe (Belgique, Suisse, Allemagne, Grande-Bretagne, Italie…), et ceux d'Amérique du Nord (Canada, États-Unis). En temps de crise, son rôle devient essentiel. Elle constitue un véritable soutien pour les familles restées au pays, mais aussi pour l'ensemble de l'activité économique. Dans certains secteurs, elle constitue un pourcentage non négligeable de la clientèle des entreprises. C'est le cas plus particulièrement du marché de l'immobilier pour lequel la diaspora ivoirienne représente entre 25 et 40 % des acheteurs.

### Influences étrangères
Bien que l'économie du pays repose encore en grande partie sur les investissements français, ceux-ci sont cependant, d'un niveau relativement moyen : 3,5 milliards d'euros. Ils ont en fait beaucoup diminué depuis que Sucden (Sucres et denrées) a été supplanté par l'américain Philbro dans le contrôle des matières premières de Côte d’Ivoire. Le nombre de Français est ainsi passé de 50 000 à 16 000 des années 1980 au début des années 2000.
Ainsi, la France n'est plus que le deuxième fournisseur de la Côte d'Ivoire, derrière le Nigeria (respectivement 20 % et 26 % des importations ivoiriennes), et, si elle demeure son premier client, elle n'absorbe plus que 14 % des exportations ivoiriennes.

### Positions extérieures
La Côte d'Ivoire réaffirme ainsi sa capacité industrielle et exportatrice, et sa place dans les approvisionnements énergétiques de la région. Les importations ivoiriennes ont augmenté en 2005 par rapport à 2004. Les importations d’automobiles ont connu, en valeur, une hausse de 65 % environ.

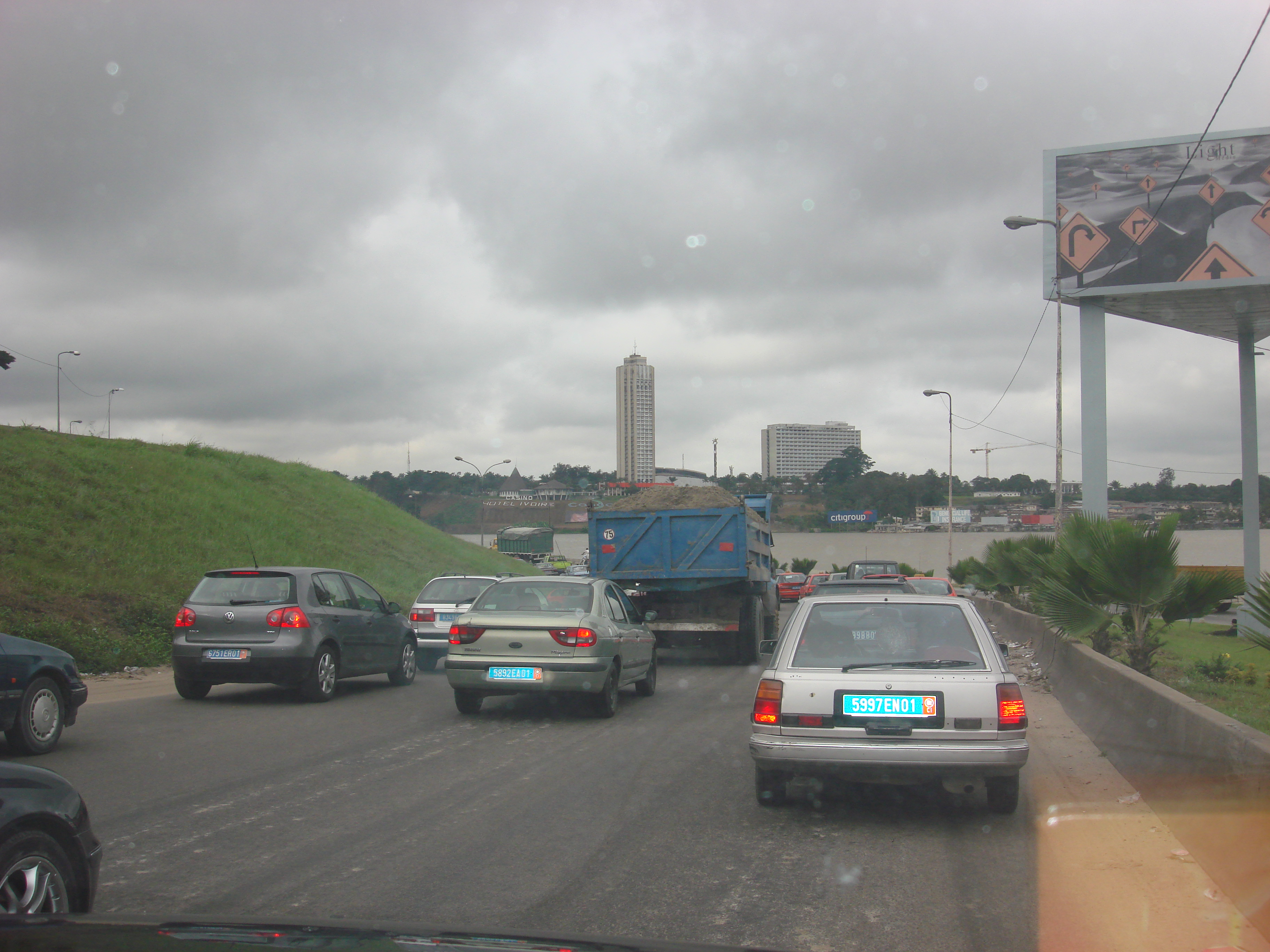
Circulation automobile à Abidjan. Les importations d’automobiles ont connu, en valeur, une hausse de 65 % environ en 2005.

Cette augmentation est due principalement à l’importation de voitures d’occasion, qui ont représenté les deux tiers des véhicules immatriculés. Le pétrole brut (avec 20 % des importations totales) demeure le premier poste d’importation du pays. L’augmentation en volume de 14 % et la hausse consécutive à la flambée des cours du pétrole sur le marché international ont fait grimper la facture de 76 %. Ces importations ont été couvertes par la production du Nigeria. Les échanges cumulés avec les pays de l’UE-25 (Union européenne à vingt-cinq) ont atteint 2 275 milliards de francs CFA. L’UE-25 représente 42 % des approvisionnements de la Côte d’Ivoire. La CEDEAO, pour sa part, a constitué 25 % des échanges cumulés, soit 1 308 milliards de francs CFA, avec une balance commerciale excédentaire pour la Côte d'Ivoire de 236 milliards de francs CFA. La France demeure le premier partenaire commercial du pays. Elle est son deuxième fournisseur, devancée de peu par le Nigeria. En 2005, les importations ivoiriennes ont connu une légère hausse, passant de 25,8 % à 29,3 % du PIB. Cette tendance devrait se maintenir en 2006.
L’encours de la dette extérieure de la Côte d’Ivoire a été évalué, fin 2003, à 12,2 milliards de dollars, dont 733 millions au titre des arriérés de paiement accumulés entre 2002 et 2003. La dette multilatérale représentait environ le tiers de cet encours, dont plus de 60 % dus à la Banque mondiale. Les deux tiers environ de la dette bilatérale concernaient les membres du Club de Paris, et le solde relevait des banques commerciales regroupées dans le Club de Londres. En 2004, la dette extérieure équivalait à environ 80 % du PIB, et le service de la dette à 7,8 % des exportations de biens et services. Encore une fois, la reprise de la coopération financière avec la Côte d’Ivoire reste subordonnée à la normalisation de la situation politique et à l’accord de l’ensemble des bailleurs concernés.

### Orientations 2012
Le président Alassane Ouattara est un économiste international reconnu. Le pays, encouragé par une nouvelle stabilité politique, peut espérer retrouver d'abord la confiance en lui-même pour mener les nombreuses réformes nécessaires puis la confiance des grandes organisations internationales et des autres pays. Parmi les points les plus urgents, la compétitivité de ses activités principales, la création d'un environnement administratif et bancaire propice aux affaires, la réhabilitation et la modernisation des infrastructures (réseau téléphonique, routes et port, énergie).
L'objectif du nouveau gouvernement est de rejoindre le groupe des pays émergents à l'horizon 2020. Le tissu industriel peut rapidement être remis sur pied, mais la priorité est de construire un environnement juridique (tribunaux de commerce…), administratif (guichet unique…) et fiscal (allègement des charges…) propice aux initiatives économiques des entrepreneurs ivoiriens et des investisseurs étrangers, particulièrement sur certains secteurs stratégiques (autoroutes, ports, réseau ferré, réseau téléphonique, réseau électrique, enseignement universitaire et scolaire, dispensaires).
Au niveau des organisations internationales, la Côte d'Ivoire devrait présenter sa candidature auprès des programmes américains « Africa Growth and Opportunity Act » (AGOA, exonération de droits de douane), « Millenium Challenge Corporation » (MCC, aides aux investissements des pays s'engageant sur des réformes économiques et de bonne gouvernance) et européen « Accord de partenariat économique » (APE, échanges commerciaux et investissements).

## Données sociales

### Population active

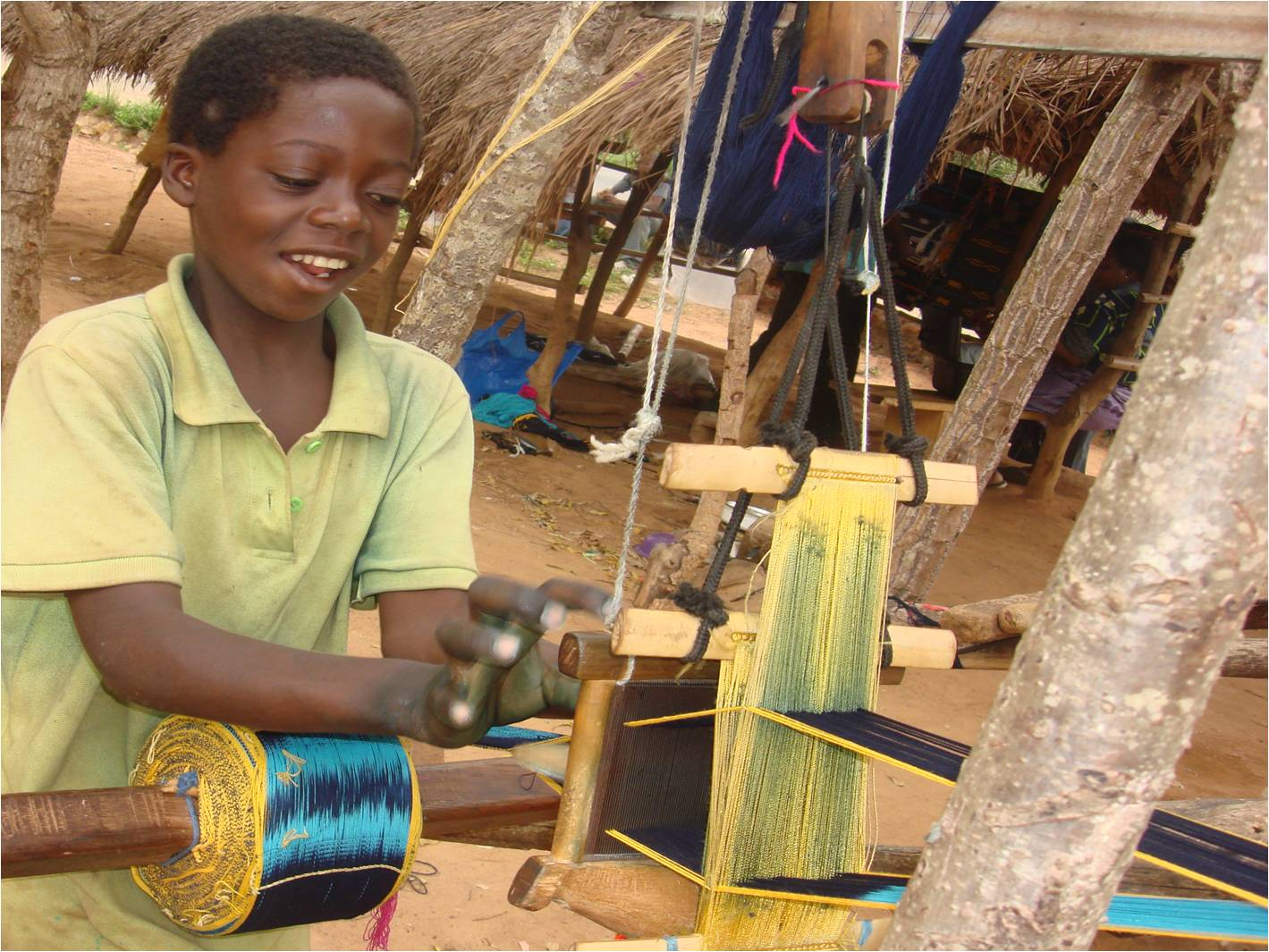
Jeune apprenti s'initiant au métier de tisserand.

La démographie ivoirienne connaît une forte croissance démographique comme la quasi-totalité des pays en développement. Au cours des derniers recensements effectués en 1975, 1988 et 1998, sa population a été chiffrée respectivement à 6 709 600, 10 815 694 puis 15 366 672 habitants. En 2005, la Côte d’Ivoire compte approximativement 19 800 000 habitants. En 2008, le taux de croissance de la population est estimé à 1,96 %, un chiffre relativement faible.
Parallèlement, les démographes tablent sur un taux de croissance de la population active également élevé.

### Emploi et chômage
Le nombre d’emplois est estimé en 2000 à 6 006 190. L’évolution de l’emploi est influencée par la croissance économique, (création d'emplois au-dessus d'un taux de croissance de 1,5 %), et par une crise politico-militaire. Cette dernière a considérablement détruit l’outil de production, plaçant bon nombre d'Ivoiriens en âge de travailler en chômage technique. En 2002, le taux de chômage représente 6,2 % de la population active, soit 402,274 chômeurs sur une population active de 6 502 115.
La situation du marché du travail en Côte d'Ivoire est proche de celle des pays de l’Afrique subsaharienne. L’offre largement en deçà de la demande, conduit à un déséquilibre inéluctable et pousse les salaires à la baisse.
Ce sombre tableau s’explique d’une part, par des problèmes structurels et, d’autre part, par une mauvaise conjoncture liée à la crise politique. Les structures tant publiques que privées, pourvoyeuses d’emplois salariés, n’étant pas capables d’absorber toutes les demandes, le nombre de sans-emplois (population en quête d’un premier emploi) et de chômeurs générés par la crise économique demeure donc important. C’est un des problèmes majeurs de la Côte d'Ivoire,, mais c'est aussi une question épineuse parce que la population ivoirienne est essentiellement jeune. L'enseignement supérieur ivoirien forme des diplômés qui ne trouvent pas forcément du travail et de nombreuses entreprises ont fermé ou délocalisé leurs activités, notamment dans le domaine de l’industrie touristique, du transit et de la banque depuis déjà presque une décennie.

Au cours de l’année 2000, il est dénombré 105 000 fonctionnaires après la mise en œuvre des mesures de dégraissage de la fonction publique. 

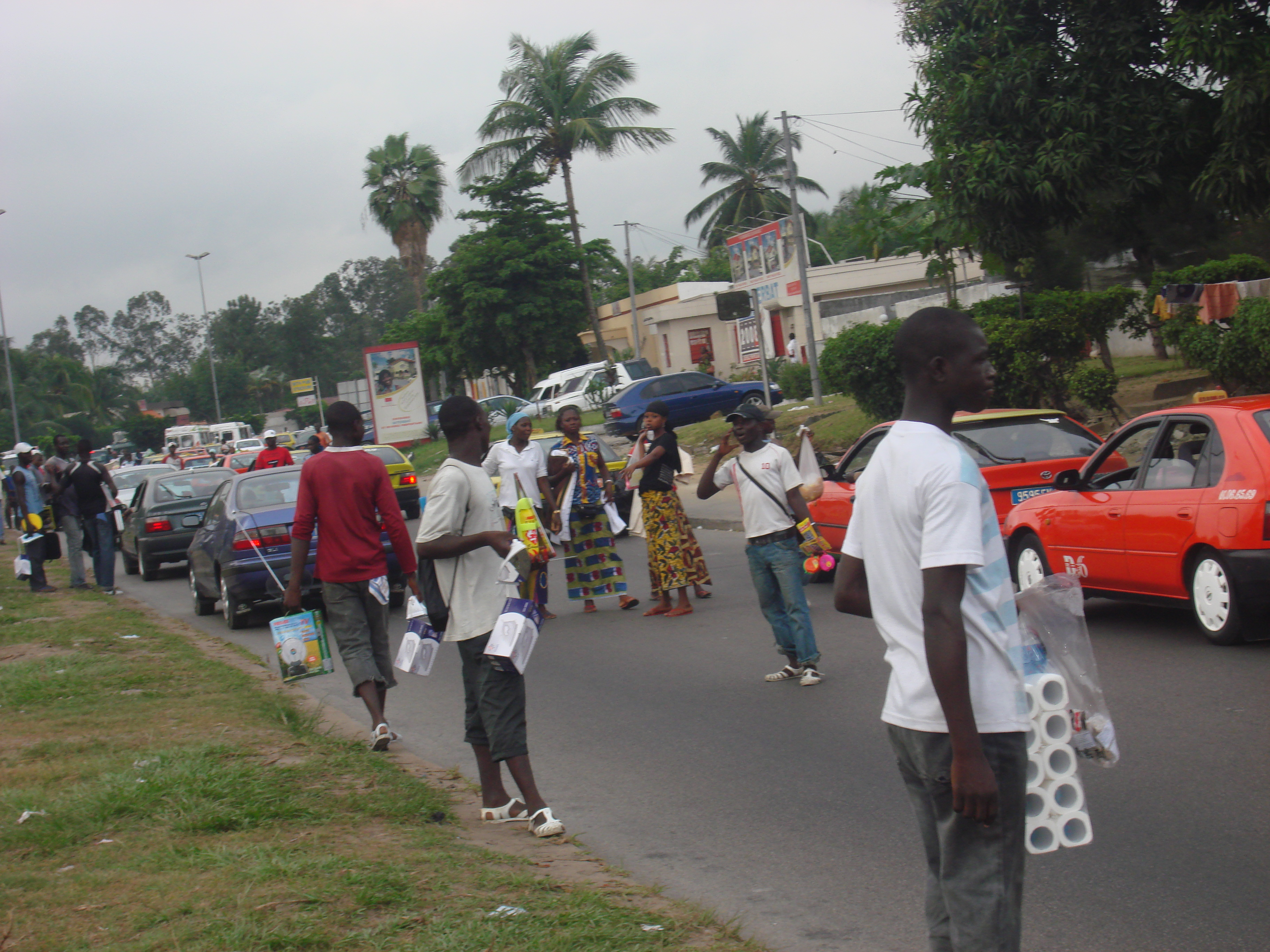
Jeunes déscolarisés et autres sans emploi, vendant divers articles dans une rue à Abidjan

Le but fixé était de réduire le poids des salaires dans le budget de l'État. Cet effectif qui a très peu varié au cours des dernières années laisse une place plus importante au secteur privé qui emploie quant à lui 498 906 salariés en 2002, contre 556 678 en 1998. Pour résoudre le problème de l'emploi des jeunes, plusieurs pistes sont explorées par les pouvoirs publics ivoiriens : la création d'emplois, ou l'exhortation à la création d'entreprise ; l'adaptation du système éducatif aux contraintes du marché de l’emploi, mais également la formation de formateurs capables d’assurer la relève du corps enseignant. Pour les économistes, le problème du chômage reste d’abord structurel et nécessite, en complément des emplois salariés, la diversification des emplois, par la création d’activités indépendantes génératrices de revenus.
Globalement, il a été constaté une forte hausse des petits métiers et des emplois précaires principalement dans le secteur agricole qui, animé par 3 893 893 personnes avec 7,5 % de salariés, comprend 52 % de travailleurs indépendants et 40,2 % de travailleurs familiaux auxquels s'ajoutent 0,3 % d’autres intervenants. Cette population agricole représente 2/3 de la population ivoirienne active, avec 45 % de femmes notamment dans le domaine des maraîchers, pour 55 % d’hommes plus présents dans l’agriculture d’exploitation. Le secteur informel connait une croissance très forte tant dans l’agriculture que les services et l'industrie. Il occupe 4 107 595 personnes en 2002, contre 1 698 300 personnes en 1995, soit une augmentation de 142 % en sept ans. Cette forte croissance est liée notamment à la saturation du marché du travail salarié. En dépit de ces évolutions, le taux de chômage reste élevé.

### Pauvreté et inégalité
L'indice de pauvreté en Côte d'Ivoire (proportions de personnes en dessous du seuil de développement humain admis) atteint 40,3 % en 2004, mettant le pays au 92e rang de 108 pays en développement. La Côte d'Ivoire reste donc pays à économie sous-développée. La pauvreté s'est fortement aggravée durant la période précédant la crise. L’indice de pauvreté est ainsi passé de 32,3 % en 1993 à 36,8 % en 1995. En 2003, il s'est situé entre 42 % et 44,2 % contre 38,4 % en 2002. La baisse de l'indice de pauvreté en 2003 et 2004, par rapport à 2002 est probablement lié aux déplacements internes des populations, aux perturbations des systèmes de production et de commercialisation et à la dégradation des infrastructures sociales de base dans certaines régions.[réf. souhaitée]

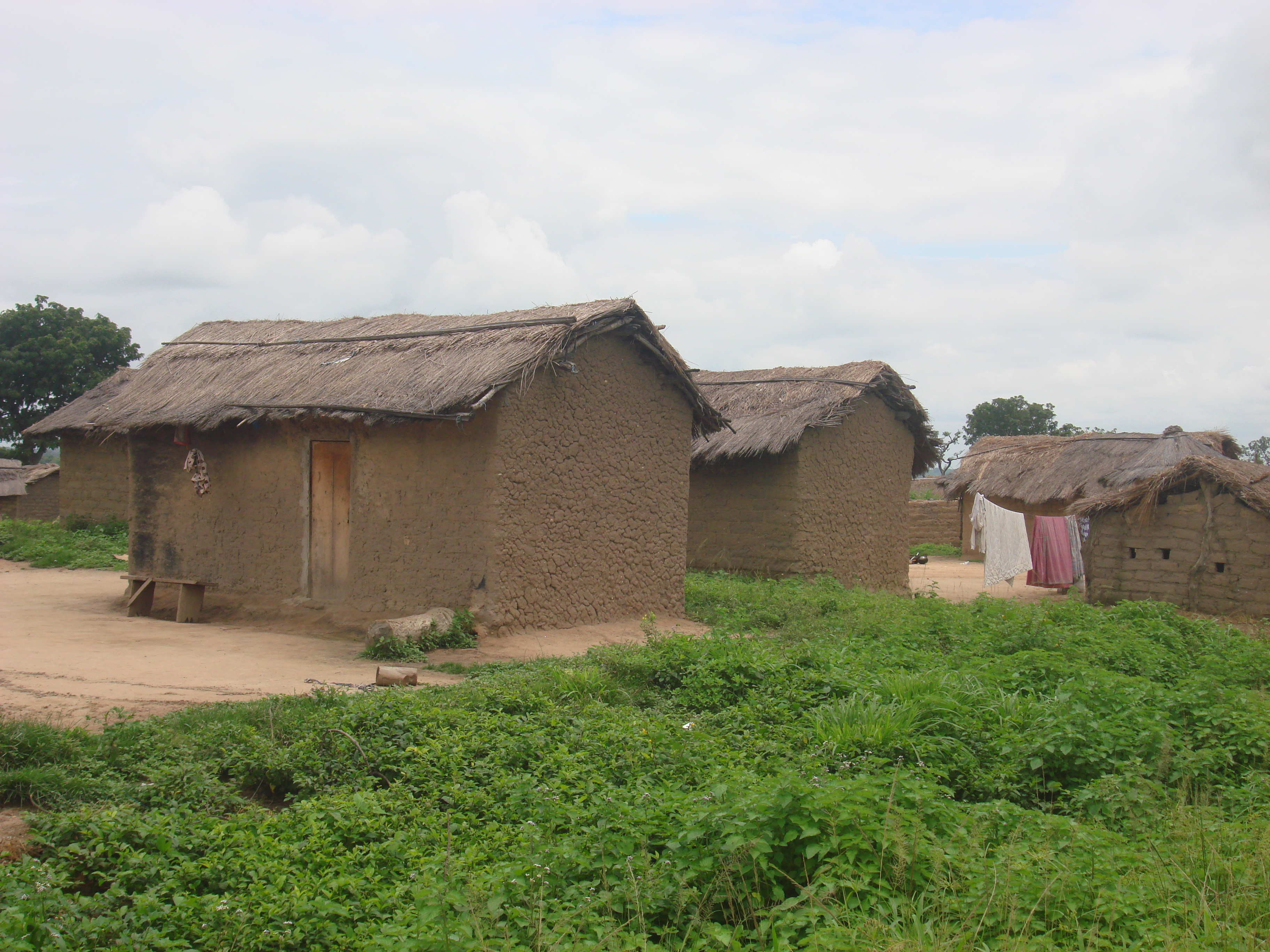
Cases d'un village du Nord de la Côte d'Ivoire.

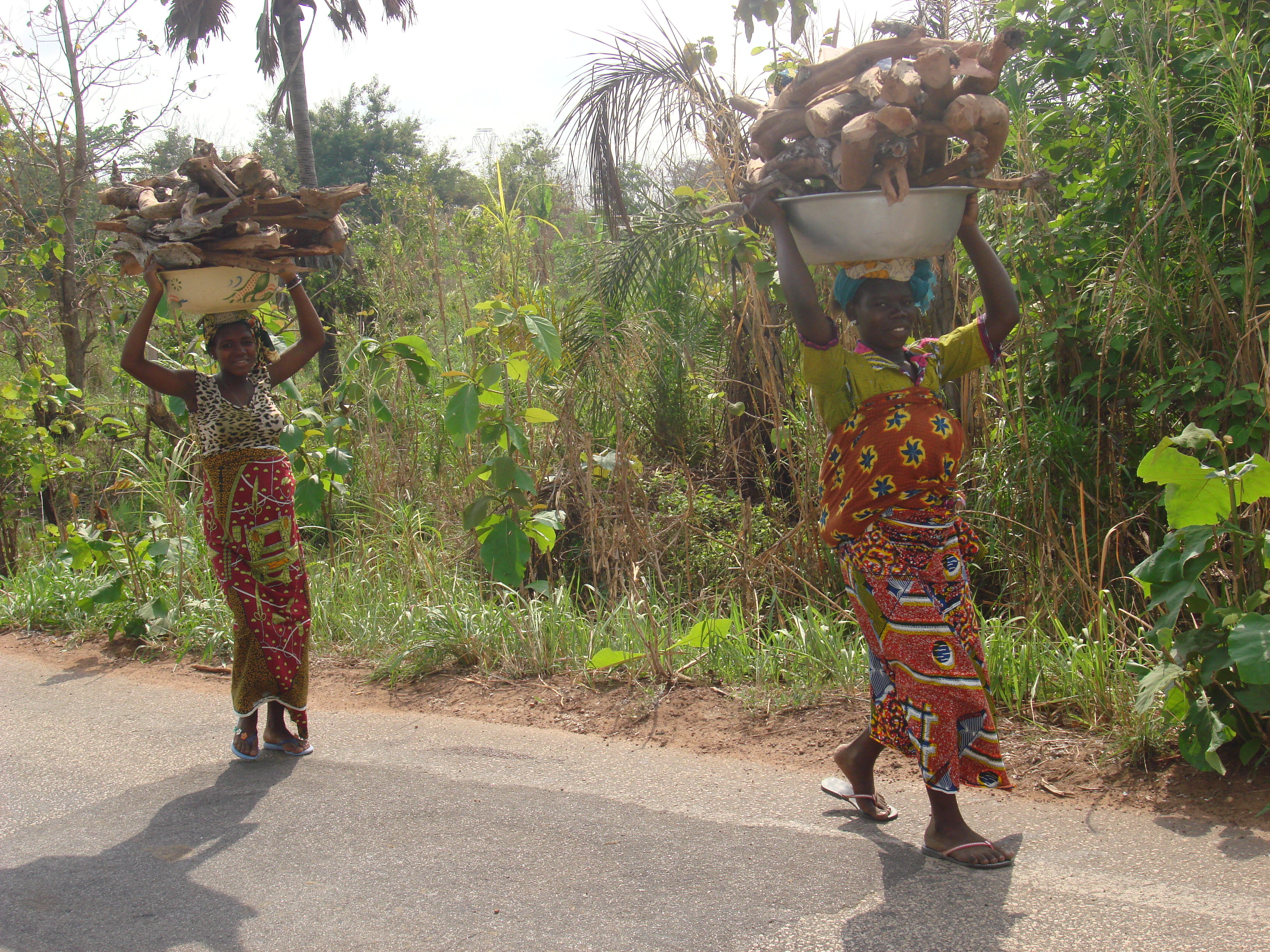
Femmes du milieu rural ivoirien transportant du bois de chauffe.

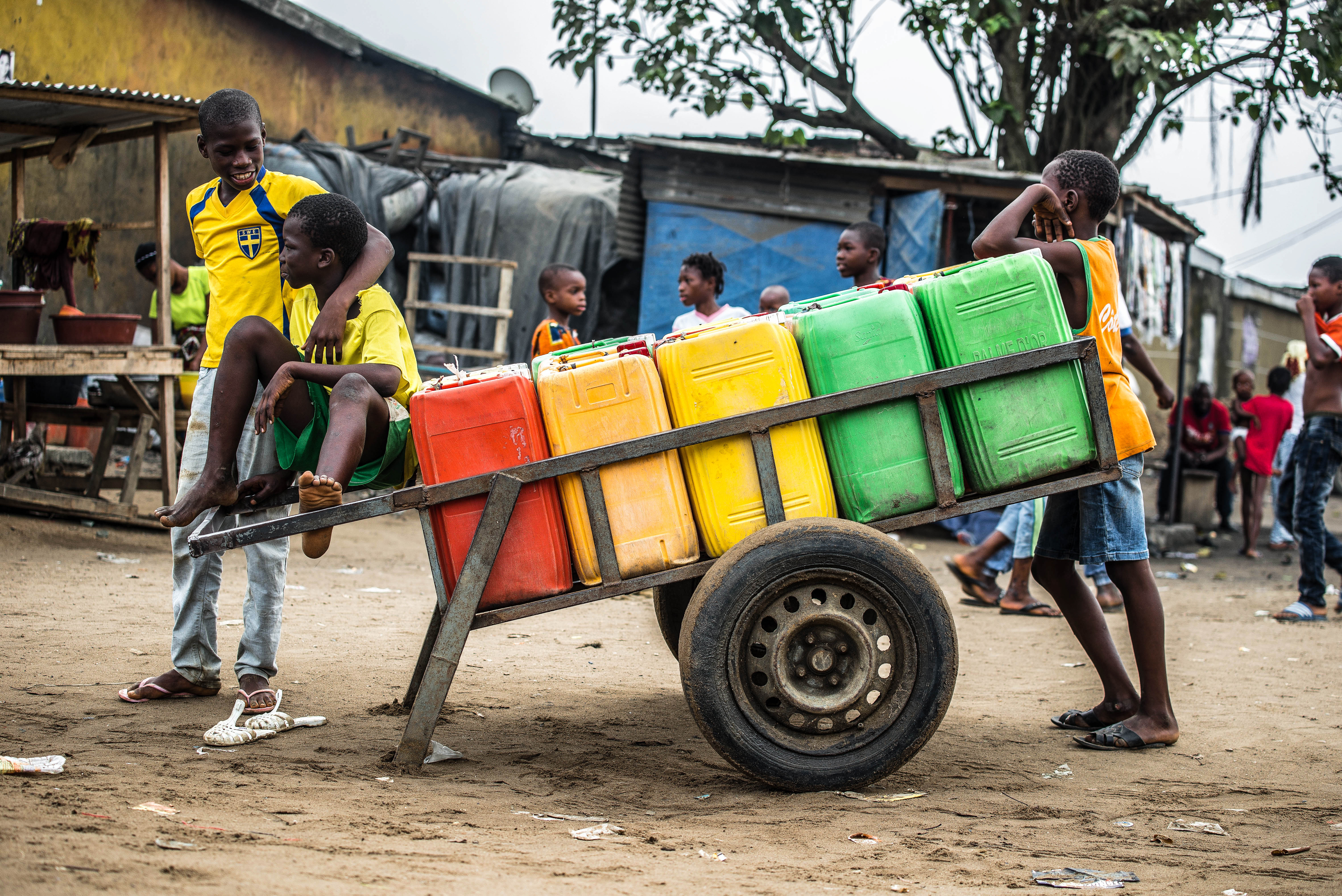
Enfants vendant de l'eau pour les tâches quotidiennes.

Les inégalités restent très marquées, et se sont accentuées en 2002. Les 10 % des plus riches cumulaient 36 % du revenu national contre 20 % pour les 50 % les plus pauvres. En 2015, la Côte d'Ivoire compte plus de 2 300 millionnaires, un nombre qui pourrait doubler en 2024. Leurs fortunes se construisent pour l'essentiel dans des niches de rentes économiques (banques, mines, etc) sans investir les secteurs structurels et stratégiques (production industrielle, infrastructures, etc) et ne devraient aucunement favoriser le développement économique ou représenter une source de concurrence pour les multinationales occidentales.
La Côte d'Ivoire reste donc, l’un des pays les plus pauvres de la planète et également une contrée fragile sur le plan social. Les dépenses de santé ont représenté 0,9 % du PIB en 2004, 0,8 % en 2005 et 0,4 % en septembre 2006. Malgré la fin progressive de la crise, les problèmes et conséquences de celle-ci restent encore visibles. Le taux de couverture en eau potable sur Abidjan est de 82 % et de 75 % sur l’ensemble du territoire national. Le reste de la population consomme l’eau de puits privés, celle distribuée par des vendeurs d’eau informels, ou encore celle des rivières ou autres sources d’eau non hygiéniques.[réf. souhaitée]
Le nombre de personnes vivant dans la pauvreté a augmenté entre 2011 et 2016.
Les inégalités ne sont pas seulement économiques mais aussi géographiques. Les pauvres sont plus nombreux en zone rurale (56,8 %) qu’en milieu urbain (35,9 % dont 22,7 % à Abidjan), même si cet écart tend à diminuer au fil du temps avec un taux de pauvreté qui s’est réduit dans les campagnes (-5,7 %) entre 2008 et 2015 et, qui a augmenté dans les centres urbains (+6,4 %). Par ailleurs, le nord et le nord-ouest du pays sont plus pauvres (plus de 60 %) que le littoral et le sud-ouest (moins de 40 %).